# 広島県人の移民
|   | 都道府県 | 移民数（人） |
| - | -------- | ------------ |
| 1 | 広島県   | 109,893      |
| 2 | 沖縄県   | 89,424       |
| 3 | 熊本県   | 76,802       |
| 4 | 山口県   | 57,837       |
| 5 | 福岡県   | 57,684       |

広島県人の移民（ひろしまけんじんのいみん）は、広島県で生まれ労働を目的として海外へ移り住んだ人たちのこと。

## 背景
| 45 km が4.5以上、が2.4から4.5、が1.0から2.4、が0.5から1.0、が0.5以下。円の位置は郡役所・あるいはそれに近い場所移民率＝（外国在留県人数）/（本籍人口）×100 · 明治40年時点での県平均 2.4 |

広島は全国1位の移民送出県であるが、広島市への原子爆弾投下などと比べて学校教育で扱う機会が少ないこともあり、現代の広島県人でさえあまり知られていない。県内でも送出地域には偏りがあり、広島市周辺の郡、つまり広島湾周辺および太田川中下流域の平野部出身が多くを占める。こうした傾向になった理由は以下の通り。
人口増加と耕作面積
江戸時代広島藩は干拓事業などの積極的な開発事業を行い、加えて西廻海運などの瀬戸内の海運から商品経済が発達したことにより、広島城下は江戸・大阪・京都・名古屋・金沢に次ぐ全国屈指の都市となり、江戸末期まで人口増が続いていた。1872年（明治5年）第1回人口統計にあたる『日本全国戸籍表』では広島（安芸）は全国唯一の90万人超で1位の人口を誇っていた（過去の都道府県の人口一覧参照。現在と県範囲は異なる）。人口増加率で見ると、1721年を100とすると1872年で185に増加していた。
またこの付近は墮胎や間引きを禁止していた浄土真宗を信仰していたため（安芸門徒）、人口増加に影響したとも見られている。
こうした人口増に対して耕地に限りがあり土壌も良くなかった。
近代化の歪
明治時代に入ると、政府による地租改正・西南戦争後の松方デフレによる不況・地主制の進展などで農村部が経済的に疲弊していった。
更に広島周辺は江戸時代に綿花・い草・藍などの商品作物の栽培を開発・普及していてこれらには多くの労働力を必要としていたが、明治に入り外国産の輸入が増大したことにより立ち行かなくなり、多くの失業者が生まれてしまった。
それに対して広島では明治初期から1894年（明治27年）日清戦争の頃まで失業者を受け入れる大きな産業はなかった。
| 町村 | 在留数 |  | 町村     | 在留数 |   | 町村     | 在留数 |
| --- | ------ |  | -------- | ------ | - | -------- | ------ |
| 温品村 | 317    |  | 海田市町 | 726    |   | 奥海田村 | 189    |
| 仁保村 | 4,510  |  | 矢野町   | 337    |   | 熊野町   | 191    |
| 坂町 | 537    |  | -        | -      | - | -        | -      |
| 5 km 町村中心位置にの大きさで在留数を表し、仁保のみ円の大きさは関係なくで示す。当時と海岸線が違うこと、当時存在したが · 元ソースに記載のない町村があることに注意。 |        |  |          |        |   |          |        |

士族授産と宇品港（現広島港）工事
旧広島藩士への生活救済対策として宇品港工事が行われたが、これにより牡蠣（広島かき）や海苔養殖漁場を失われたことで漁民が移民したと見られている。その地区の一つ仁保ではその後全国でも有数の移民送出地となった。
また築港工事完成後はその作業員が移民した。
近世からの延長
江戸期から地域によっては農閑期になると生活のため出稼ぎに出ていた。例えば現在の安芸郡熊野町で生産されている熊野筆は、江戸後期に村民が関西地方へ出稼ぎにでてその帰りに筆を仕入れて行商して帰ってきたのがきっかけである。その他、明治期に男は九州の炭鉱、女は大阪の紡績工場に出稼ぎしていたという。
また中世から村上水軍を始めとする水軍（海賊）勢が海外情勢に通じていたという。たとえば沼隈郡（現在の福山市内海町）では水軍が活躍した時代から明治時代まで九州での捕鯨（西海捕鯨）に従事し、明治40年頃からマニラ湾へ漁業移民として進出した。県内の海外移民数が様々な理由により増減していた中で、沼隈からフィリピンへの漁業移民は一定数続いていた。
風潮
初期の広島・山口出身の移民がともに「真面目によく働く」と評判になり、後に両県出身者を指定してくる雇い人がでてきた。この傾向となった理由の一つとして、この2県には勤勉・節倹を徳目とする浄土真宗門徒が多いということが挙げられている。
当初の移民はあくまで出稼ぎが主目的であった。その初期に移民した人物が、海外で苦労して稼いで故郷に錦を飾ったあるいは親族に多額のお金を送金した、という話が評判となって血縁者や近隣のものがそれに続いたことで年々渡航が活発化していった。こうした限られた血縁者・地域の人達がまとまって移民していったため、結束力が高く結果として脱落者が少なくなり、勤勉な県民性もあって、雇用者側から歓迎された。彼ら先に移民したものを頼って後のものが移民したため、更に地域的に偏りが出てくることになった。
のち「兵隊に行かねば米国へ行け」とまで言われるようになり、兵隊にも移民にもならない男は恥だとする風潮ができ、貧富関係なく渡航するようになっていった。日清戦争で従軍し戦後シアトルへ移民、のち日露戦争に応召、負傷退役後バンクーバーに移民した、という人物もいる。
| 市郡   | 在留数 |  | 市郡   | 在留数 |  | 市郡   | 在留数 | 45 km 郡役所・あるいはそれに近い位置にの大きさで在留数を表す。 |
| 山県郡 | 2,276  |  | 双三郡 | 1,855  |  | 比婆郡 | 1,655  | 45 km 郡役所・あるいはそれに近い位置にの大きさで在留数を表す。 |
| 安佐郡 | 14,036 |  | 高田郡 | 4,814  |  | 芦品郡 | 2,015  | 45 km 郡役所・あるいはそれに近い位置にの大きさで在留数を表す。 |
| 佐伯郡 | 10,900 |  | 世羅郡 | 354    |  | 神石郡 | 1,392  | 45 km 郡役所・あるいはそれに近い位置にの大きさで在留数を表す。 |
| 広島市 | 6,185  |  | 賀茂郡 | 3,006  |  | 甲奴郡 | 1,904  | 45 km 郡役所・あるいはそれに近い位置にの大きさで在留数を表す。 |
| 安芸郡 | 12,853 |  | 豊田郡 | 2,951  |  | 深安郡 | 1,419  | 45 km 郡役所・あるいはそれに近い位置にの大きさで在留数を表す。 |
| 呉市   | 152    |  | 御調郡 | 2,703  |  | 福山市 | 395    | 45 km 郡役所・あるいはそれに近い位置にの大きさで在留数を表す。 |
| -      | -      |  | 三原市 | 729    |  | 沼隈郡 | 1,982  | 45 km 郡役所・あるいはそれに近い位置にの大きさで在留数を表す。 |
| -      | -      |  | 尾道市 | 195    |  | -      | -      | 45 km 郡役所・あるいはそれに近い位置にの大きさで在留数を表す。 |

## 沿革

### 北海道移住
広島県人の移民は1868年（明治元年）県西部の安芸郡・佐伯郡の漁民がハワイやフィリピン群島に上陸したのが最初である、とする資料もある。ただ本格的な海外移民の前に、県は北海道移住を推奨した。
北海道への移住は士族授産の意味合いが強かったが、農民も多く含まれていた。漁民も出稼ぎに行き、やがて定住したケースもあったという。1880年（明治13年）11月室蘭郡へ48戸移住したのを最初として、この時期の最大としては1882年（明治15年） 根室郡幌尻別村へ88戸移住している。幌尻別村では厳しい自然の中で苦しい生活が続き、漁業にも従事するなどして1888年（明治21年）ごろ生活が安定しだした。和田郁次郎を指導者とする一団は1883年（明治16年）札幌郡月寒村へ移住し“広島開墾地"で開拓を始め、そこがのち広島村となり現在の北広島市へと至った。
| 年   | 海外      | 北海道    |
| ---- | --------- | --------- |
| 1882 | --        | 330 (330) |
| 1883 | --        | 501 (492) |
| 1884 | --        | 637 (635) |
| 1885 | 222 (612) | 455 (455) |
| 1886 | (351)     | 360 (360) |
| 1887 | (762)     | 81 (81)   |
| 1888 | (1,647)   | 83 (166)  |
| 1889 | (1,919)   | 52 (52)   |
| 1890 | (649)     | 125 (125) |

官約移民が始まる前までの広島県人の北海道移住数は、青森・秋田についで全国3位に位置していた。市郡別の北海道移住数がまとまっている資料はないが、個別資料により海外移民と同様に県西部の広島周辺が多かったとみられている。一般的な説として北海道庁 (1886-1947)時代は、東日本の府県のものが北海道移住を選択し、西日本のものは海外移民を選択したとされている。

### 官約移民
1885年（明治18年）日布渡航条約が結ばれ、日本政府主導で3年契約でハワイ王国に労働者を送り出す「官約移民」が始まる。政府は北海道とハワイ移住を同時推進した。官約移民は普通に日本で働くよりも高額な賃金が稼げ、政府は3年で400円貯まると謳い、渡航費用も前借りできたことから、応募には多くの人が殺到した。また永住ではなくあくまで出稼ぎ労働を目的としており、さとうきび畑などでの農業労働が主体であった。
広島ではさらに千田貞暁県令がハワイ移民の将来性について説いて回り、県や市町村が直接募集の窓口となったことで、募集に応じるものが増え全国屈指の移民県となった。これに反比例するように北海道移住は激減したものの、途切れたわけではなく主に零細自小作層あるいは小作層の下層細民が移住したとみられている。
|          |          | 給金（円） | 給金（円） | 食費（円） | 食費（円） | 雑費               |
| 男（夫） | 女（妻） | 男（夫）   | 女（妻）   |            |            | 雑費               |
| 官約移民 | 第1回    | 108.00     | 72.00      | 72.00      | 48.00      | 船賃雇主持・薪無料 |
| 官約移民 | 第4回    | 180.00     | 120.00     | 72.00      | 48.00      | 船賃は自費25ヶ月払 |
| 農業年雇 | 1884年   | 14.48      | 7.40       | 雇主持     | 雇主持     |                    |
| 農業年雇 | 1885年   | 9.98       | 4.98       | 雇主持     | 雇主持     |                    |

| 都道府県 | 移民数（人） |
| -------- | ------------ |
| 広島     | 11,122       |
| 山口     | 10,424       |
| 熊本     | 4,247        |
| 福岡     | 2,180        |
| その他   | 1,111        |
| 計       | 29,084       |

第1界官約移民募集はその前年1884年（明治17年）に行われ結果的に944人が渡り、うちトップが山口県人の420人、次いで広島県人が222人であった。第4回ではハワイ側から「広島と山口の2県から男子1,100人、女子275人、身体健全、純粋な農夫で年齢25歳前後のものを選んで渡航させてほしい」と要請されるなど、彼らの働きぶりは高く評価されていた。
ハワイに渡った官約移民は稼いだお金を郷里広島に送り帰国の際には持ち帰った。3年で400円貯まると言われていたが実際は天引きされてそこまで貯まらなかった。持ち帰る金を稼ぐため契約期間を過ぎてからも働いたものがいたという。1891年（明治24年）末時点で広島県移民は合計27万円広島に送金しており、これは当時の県予算額の54%相当であった。
| 年   | 海外  | 北海道 | 備考           |
| ---- | ----- | ------ | -------------- |
| 1891 | 1,941 | 181    |                |
| 1892 | 1,021 | 810    |                |
| 1893 | 1,578 | 1.349  |                |
| 1894 | 597   | 1.374  | 官約廃止・日清 |
| 1895 | ?     | 878    |                |
| 1896 | ?     | 901    | 移民保護法     |
| 1897 | ?     | 704    |                |
| 1898 | 264   | 808    |                |
| 1899 | 8,448 | 649    |                |
| 1900 | 3,332 | 648    |                |
| 1901 | 1,492 | 609    |                |
| 1902 | 4,477 | 590    |                |
| 1903 | 4,122 | 653    |                |
| 1904 | 4,242 | 677    | 日露           |
| 1905 | 3,143 | 715    |                |
| 1906 | 5,880 | 691    |                |
| 1907 | 4,490 | 752    |                |
| 1908 | 2,308 | 972    | 日米紳士協約   |
| 1909 | 950   | 1.198  |                |
| 1910 | 1.956 | 704    |                |
| 1911 | 1,478 | 1.050  |                |
| 1912 | 2,909 | 1.046  |                |
| 1913 | 3,737 | 1,102  |                |
| 1914 | 3,609 | 828    | 第一次大戦     |
| 1915 | 2,624 | 1,180  | 大戦景気       |
| 1916 | 2,998 | 952    |                |
| 1917 | 3,451 | 1,204  |                |
| 1918 | 2,882 | 1.340  |                |
| 1919 | 3,053 | 1,306  |                |
| 1920 | 2,631 | 1.067  | 戦後恐慌       |
| 1921 | 2,339 | 859    |                |
| 1922 | 2,073 | 729    |                |
| 1923 | 1,592 | 747    |                |
| 1924 | 2,281 | 578    | 排日移民法     |
| 1925 | 1,069 | 752    |                |

1894年（明治27年）官約移民は廃止となった。なおこの年に日清戦争が勃発している。移民は計26回にわたり、全体の1/3が広島県人であった。この間、メキシコ・ペルー・オーストラリア・ニューカレドニアなども日本人労働者を欲し日本政府に要望していたという。

### 民間による移民
1891年（明治24年）日本で最初の移民会社である日本吉佐移民会社が設立、移民の募集が始まった。吉佐に続いて様々な民間会社が出てきたため、官約移民が終わった年である1894年（明治27年）日本政府は移民保護規則を制定、1896年（明治29年）移民保護法制定、海外移民事業を正式に民間に移し政府認定の業者のみが扱うことになった。全国に移民取扱会社が起業し、県内では8社が盛んに勧誘したため、新たな移民先が開拓され一気に移民数が増えることになった。ただ実態のない悪徳業者も横行していた。
吉佐の募集によって広島から1892年（明治25年）オーストラリアクイーンズランド、1894年（明治27年）西インド諸島グアドループおよびフィジー、1900年（明治33年）ニューカレドニア、とそれぞれ初めて移民している。この時期、グアドループへ移民した県民187人中35人が現地で病死し大部分が途中帰国し契約労働満了帰国者が59人、フィジーへの県民108人中36人が病死している。またオーストラリアは白豪主義からの移民制限が1901年（明治34年）から始まったが、ボタン用の真珠を取る海士・海女のみ一定数許可されておりその枠で県民も渡航している。
移民業者によるハワイ移民が最盛期を迎えた。また当時アメリカ本土は中国人排斥法があったためそれに代わる安い労働力を欲していたものの、アメリカ政府は出稼ぎ目的の契約移民を認めておらず自由移民のみで更に病人・貧困者と判定した者は入国を許さなかった。そのためアメリカへはハワイあるいはカナダを経由した自由移民の形で行われた。1898年（明治31年）ハワイはアメリカに併合（ハワイ併合）、同年フィリピンもアメリカ植民地（パリ条約）となり日本との間で結ばれていた契約労働は廃止となった。ここでハワイに代わってアメリカ本土への移民が急増した。
日清・日露・第一次大戦開戦時には徴兵や戦争景気などが影響して一時的に移民は減少している。また右表1901年が急激に減っているのは、1899年国内でペスト発生を受けて日本政府が1900-01年の2年間渡航を制限していたためである。これに関連して1900年にはホノルルでペスト患者の家の焼却から延焼して日本人街が大火事となった。
移民による地元広島への送金も続いており、明治30年代後半には県歳入総額を上回るまでになり、当時の県経済にとって貴重な資金流入となっていた。彼らの多くは広島にいた頃よりも渡航地で経済的に余裕がもてるようになった。明治40年末には全国渡航者の過半数を広島県人で占めるまでになった。
一方南米最初の移民は、1899年（明治32年）ペルーへの契約移民であり、移民船「佐倉丸」に乗船した県民176人が渡航した。この時の人数は新潟・山口に続いて3番目に多く、全体の22%ほどであった。これに続いたため南米では当初ペルーへの移民が多かった。ブラジルは他と違い一家揃っての永住定着が推奨され、渡航費は当初サンパウロ州政府、後に日本政府が支給した。彼らは3年間コーヒー農園で契約労働し、のち土地を買って農園経営者となるのが夢だったという。ブラジルへ広島からは、1908年（明治41年）第1陣笠戸丸で42人が渡航したものの、コーヒーの実の採取という慣れない作業に加えて道具はなく収穫期もズレていたことからまともに稼ぐことができなかったため、対応に追われることになった。そのため翌1909年（明治42年）のブラジルへの渡航者はわずかだったという。その翌年1910年（明治43年）にはブラジル移民が復活、広島から約100人が渡り随時増加していった。

### 制限
| 年   | 男  | 女  |  | 計  | 備考     |
| ---- | --- | --- |  | --- | -------- |
| 1889 | 2   | 0   |  | 2   | -        |
| 1894 | 12  | 0   |  | 12  | 官約廃止 |
| 1899 | 156 | 3   |  | 159 | -        |
| 1904 | 186 | 28  |  | 214 | -        |
| 1909 | 45  | 31  |  | 76  | 紳士協約 |
| 1914 | 56  | 105 |  | 161 | -        |
| 1919 | 20  | 143 |  | 163 | -        |
| 1924 | 4   | 49  |  | 53  | 排日法   |
| 1928 | 0   | 3   |  | 3   | -        |

アメリカでは急増する日本人移民に対し排日の声が高まったことを受け、1908年（明治41年）日米紳士協約締結、アメリカへの新たな移民は先に在留していた者の父母妻子に限られるようになった。自由に行き来できなくなったことで日本に帰国せずアメリカへの定住者が増え、さらに生計を確立したものが妻帯しようと嫁を呼び寄せるという名目、その殆どが写真や手紙の交流だけで見合い結婚するという花嫁移民（写真花嫁）が増加した。これも1920年（大正9年）禁止となった。
日米紳士協約によるアメリカからの締め出しの影響で北海道移住も一時的に増えている。そして海外移民はアメリカに代わってブラジルに移っていった。
こうした流れも1920年代に一区切りとなる。ペルーでは1922年（大正11年）契約移民が廃止され、先に在留したものの親族・知人などの呼び寄せのみとなった。ただペルーでは早くから移民が始まり現地で成功したものもいたことから、呼び寄せ移民が続いた。アメリカでは1924年（大正13年）排日移民法成立により完全にアメリカへの移民は閉ざされ、アメリカ市民権を持つ二世のみ渡航が許されることになった。更に北海道に関してもこの1920年代に新墾地の拡大は終わったことから転入者は減少していった。
| 年   | 海外  | 備考         |
| ---- | ----- | ------------ |
| 1916 | 3,626 |              |
| 1923 | 2,316 |              |
| 1925 | 2,920 |              |
| 1927 | 5,099 | 昭和金融恐慌 |
| 1929 | 2,588 |              |
| 1936 | 1,519 |              |

代わりにブラジル移民が増えていったものの、1934年（昭和9年）“移民二分制限条項”新規移住者の人数を過去50年間の定住数の2%に制限する規定を盛り込んだブラジル新憲法が成立したことにより、移民は制限された。ペルーでも1936年（昭和11年）移民制限が実施された。
そこへ東南アジアと、1932年（昭和7年）建国した満州への移民が推奨されるようになった（満蒙開拓移民）。拓務省による二十カ年百万戸送出計画に基づいて、県が300戸単位の“広島村”建設募集を行い、1937年（昭和12年）第一広島村先遣隊41人が渡り、随時増加していった。
海外興業の資料によると1917年から1934年まで海興が取り扱った移民数で見ると広島は熊本・沖縄に次ぐ全国3位に位置していた。ただし1936年時点で、在外県人数および収得金（渡航地からの送金と帰国者の持戻金の合計）は全国1位であった。人数・収得金ともにアメリカが飛び抜けており当地で成功したものが多数いたことになる。この時期に行われた地方長官会議に出席した昭和天皇が広島が1位であることを知り詳細状況を質問されたという。
| 在留数1万人以上をそれ以下を表記。円の大きさで在留数を表すが、1万人以上と以下で円の大きさの基準を変えていることに注意。国は当時の名。 |               |             |             |                 |               |             |                 |  |                        |               |             |             |                 |               |             |                 |
| 国・地域 | 在留数 （人） | 送金        | 送金        | 送金            | 持戻金        | 持戻金      | 持戻金          |  | 国・地域               | 在留数 （人） | 送金        | 送金        | 送金            | 持戻金        | 持戻金      | 持戻金          |
| 国・地域 | 在留数 （人） | 送金 （円） | 人数 （人） | 1人 当り （円） | 持戻金 （円） | 人数 （人） | 1人 当り （円） |  | 国・地域               | 在留数 （人） | 送金 （円） | 人数 （人） | 1人 当り （円） | 持戻金 （円） | 人数 （人） | 1人 当り （円） |
| ハワイ | 26,403        | 972,216     | 2,135       | 455             | 1,302,190     | 187         | 6,964           |  | 満州                   | 1,610         | 51,610      | 197         | 262             | 84,520        | 15          | 5,635           |
| アメリカ | 22,604        | 1,237,716   | 2,324       | 533             | 3,194,737     | 292         | 10,941          |  | 中華                   | 1,399         | 7,020       | 44          | 160             | 5,400         | 9           | 600             |
| カナダ | 2,431         | 125,246     | 194         | 646             | 60,580        | 22          | 2,754           |  | -                      | -             | -           | -           | -               | -             | -           | -               |
| - |               |             |             |                 |               |             |                 |  |                        |               |             |             |                 |               |             |                 |
| メキシコ | 473           | 12,080      | 28          | 431             | 8,000         | 2           | 4,000           |  | フィリピン             | 3,959         | 49,246      | 615         | 80              | 174,350       | 48          | 3,632           |
| キューバ | 65            | 130         | 1           | 130             | 800           | 1           | 800             |  | マレー                 | 226           | 3,600       | 7           | 514             | 0             | 0           | 0               |
| パナマ | 39            | 0           | 0           | 0               | 0             | 0           | 0               |  | シャム                 | 18            | 178         | 2           | 89              | 0             | 0           | 0               |
| - | -             | -           | -           | -               | -             | -           | -               |  | （仏）インドシナ       | 7             | 0           | 0           | 0               | 0             | 0           | 0               |
| - | -             | -           | -           | -               | -             | -           | -               |  | （蘭）東インド         | 52            | 200         | 2           | 100             | 150           | 1           | 150             |
| - | -             | -           | -           | -               | -             | -           | -               |  | （英）ボルネオ         | 34            | 1,000       | 1           | 1,000           | 0             | 0           | 0               |
| - |               |             |             |                 |               |             |                 |  |                        |               |             |             |                 |               |             |                 |
| - | -             | -           | -           | -               | -             | -           | -               |  | （英）インド           | 226           | 600         | 3           | 200             | 15,000        | 4           | 3,750           |
| - |               |             |             |                 |               |             |                 |  |                        |               |             |             |                 |               |             |                 |
| ブラジル | 11,956        | 94,083      | 330         | 285             | 48,800        | 24          | 2,033           |  | オーストラリア         | 192           | 1,197       | 6           | 200             | 0             | 0           | 0               |
| ペルー | 1,699         | 45,250      | 56          | 808             | 26,600        | 12          | 2,217           |  | （仏）ニューカレドニア | 144           | 0           | 0           | 0               | 2,000         | 1           | 2,000           |
| アルゼンチン | 93            | 50          | 1           | 50              | 0             | 0           | 0               |  | -                      | -             | -           | -           | -               | -             | -           | -               |
| チリ | 34            | 50          | 1           | 50              | 0             | 0           | 0               |  | -                      | -             | -           | -           | -               | -             | -           | -               |
| ボリビア | 5             | 0           | 0           | 0               | 0             | 0           | 0               |  | -                      | -             | -           | -           | -               | -             | -           | -               |

### 大戦前後
1931年（昭和6年）満州事変以降、排日はより強くなっていった。こうした中でも移民自体は続き、日系移民による日本への送金も続いていた。そこへ1941年（昭和16年）太平洋戦争勃発に伴い南米への移民も完全に止まることになり、日系移民はそれぞれの地で敵性国民として扱われるようになる。アメリカやカナダでは強制収容が行われ、他の国でもそれに近い扱いを受けている。広島出身の母を持つダニエル・イノウエなど、アメリカ市民権を持つ日系二世の中には忠誠心からアメリカ兵として志願しヨーロッパ戦線に参戦していった。アメリカ日系人の強制収容は1945年（昭和20年）1月1日に解かれ帰還が許されることになるが、彼らは家も土地も家財道具もないゼロからの再出発であることに加えて、反日感情が残る中での厳しい状況下で生活しなければならなかった。
一方日本側では、日本にルーツを持ち勉学のため帰国した二世などが大戦によって帰れないまま日本に住んでいた。彼らは大戦中「アメリカ帰りはスパイだ」と疑われた。短波ラジオを持っていたというだけで警察に調べられたという。中島覚（レスリー・ナカシマ）は広島出身の両親とともに日本に帰国していたが、アメリカ国籍のみであった理由から職を追われ職を得るためにアメリカ国籍を放棄し日本国籍を取得している。広島出身の父（銭村健一郎）を持つ銭村健次など、二世の中には学徒出陣したものもいる。大戦末期には本土決戦に備え第2総軍司令部が広島市に置かれると、英語がわかることから帰米二世女学生の中から陸軍秘密部隊である短波傍受班「特情班」が編成された。1945年時点で広島と長崎には、アメリカ人が約3,000人、他ペルー人・ブラジル人が少数おり、その殆どが帰国した二世であった。同年8月6日、広島にいたものたちは被爆することになる（下記「在外被爆者」の節、および日系アメリカ人被爆者を参照）。
アメリカでは広島に原爆を投下したニュースは8月7日主要紙で報道され、その広島の惨状はレスリー・ナカシマが世界に初めて外電し8月31日付『ニューヨーク・タイムズ』や同日付『ロサンゼルス・タイムズ』に掲載されたものの、9月GHQによるプレスコードが始まって以降はその情報は途絶えた（連合国軍占領下の日本）。アメリカ日系人が戦後の再出発から立ち直りつつあった1947年中頃、日本を訪れるものが現れるようになった。その中で広島を訪れ復興状況を映像に収め楠瀬常猪広島県知事から救済を依頼されたものがアメリカに帰り、県人会で故郷の救済を提案、そこで広島県人移民がたちあがることになった。その当時多くのものは広島の状況を断片的にしか知らずどう助ければいいのかわからなかったこともあり、救済金を送ることを待ち望んでいたという。ロサンゼルスの県人会幹部によると、寄付金を募って廻ると金を出す側が幹部に礼を言ったという。ハワイでは県人会でなく日系人コミュニティの中で運動が起き、広島県人だけでなく他県出身のものも募金に参加している。結果、ハワイでは総額約11万ドル（時価3,960万円）、ロサンゼルスでは南加広島県人会が400万円、ペルーの県人会では140万円、他アメリカ各地やブラジル・アルゼンチンの広島県人会、更に団体関係なく個人での献金も集まり広島に送られた。こうした資金は復興資金にあてられている。
| 都道府県 | 移住数（人） |
| -------- | ------------ |
| 沖縄     | 6,725        |
| 熊本     | 4,307        |
| 福岡     | 4,262        |
| 北海道   | 4,200        |
| 長崎     | 3,794        |
| 東京     | 3,552        |
| 高知     | 2,685        |
| 福島     | 2,555        |
| 鹿児島   | 2,485        |
| 山口     | 2,127        |
| 広島     | 1,924        |
| 和歌山   | 1,815        |
| 愛媛     | 1,773        |
| 宮崎     | 1,569        |
| 神奈川   | 1,317        |

ワッツ・ミサカのように広島にルーツを持つ日系アメリカ人が被爆後の広島でアメリカ兵として任務についたものもいる。また被爆した後アメリカに戻った帰米二世の中には、アメリカ兵として朝鮮戦争に従軍した人物もいる。更に特異な例として、日本で生まれ太平洋戦争中に大久野島で勤労奉仕（大久野島の毒ガス製造参照）、被爆直後の広島に医療活動で入り入市被爆、戦後の移民政策でブラジルに移民した人物もいる。

### 戦後の移住
敗戦による経済的混乱の中で大陸からの引揚者により経済規模に対して人口過剰状態になったため、あるいは外貨獲得のため、日本政府は再び海外移住を薦めようとした。ただ敗戦により日本は国際的に信用を失っていた。サンフランシスコ講和条約が締結された年（日本が主権を回復する前年）になる1951年（昭和26年）、ブラジルが近親者を呼び寄せる目的でのみ日本人の移住を許可した。翌1952年（昭和27年）南米を中心に移住が本格的に再開し、1956年（昭和31年）から1961年（昭和36年）にかけて日本政府はパラグアイ・ブラジル・アルゼンチンと移住協定を締結した。
この時期の広島県人の移住の例として、沼隈郡沼隈町（現福山市）の町ぐるみ移住が挙げられている。沼隈郡は古くから海外移住が行われていたところで、戦後の人口増に際し郡内に主要産業がなかったため海外移住を推進した。1955年（昭和30年）町村合併により沼隈町が誕生、初代町長に神原汽船の神原秀夫が就任、早々神原は移民船で南米を直接視察した結果、パラグアイのフラム（現ラパス）移住地への集団移住を推奨した。第一陣は1956年（昭和31年）6家族36人が出発し、その後町ぐるみでの移民が続いた。この沼隈町のケースは当時集団移民のモデルケースとして注目を集め、高知県では大正町（現四万十町）がこれを手本に集団移民を行って高知からの移民の主力となっていった。
ただ労働を目的とした海外移住は、1960年代以降高度経済成長に入り激減していった。明治期は全国1位の移民数を誇った広島であるが、戦後に限れば沖縄・熊本・福岡・長崎・北海道・福島に次ぐ全国7位に位置した。日本政府も量から質への海外移住に転換し1963年（昭和38年）組織再編し海外移住事業団を発足、これが国際協力事業団となり現在の国際協力機構(JICA)となった。

## 生活・文化

### 各地での状況
ハワイ
一般的な日本からの移民と同様、ハワイとアメリカ本土西海岸が中心となった。
ハワイではほとんどが官約移民として入りさとうきび畑や製糖業に就いた。当時の状況がわかるものとして「ホレホレ節」という労働歌がある。歌詞が60種類以上あり、以下一例を示す。
ホレホレとはサトウキビの枯れ葉を手で掻き落とす作業のハワイ語。最後の一節は数あるホレホレ節で最も知られている部分で、労働契約が終わり日本に帰るか米国に渡るか悩んでいることを表している。他の歌詞には広島弁が使われているものもある。元歌は広島や山口出身者が多かったことからその地域の労働歌とされ、一説には櫓歌の呉節とも広島湾での海苔とり歌とも県中央部の籾摺り歌ともと言われている。（音戸の瀬戸#音戸の舟唄も参照）。
契約満了により広島に戻っていったが、中にはそのまま留まるものも出てきて、のちに最初から永住目的で移民するものも出た。契約労働から定住したものは農地を賃貸あるいは購入して農業に励むものもいれば、都市部へ移り雑貨店や製造業、理髪店やホテル食堂などのサービス業を始めた。
またハワイでは人種による賃金格差の是正を求めてストライキを起こした記録がある。中心人物の日布時事（のちの布哇タイムス）田坂養吉は広島出身で、1909年（明治42年）3ヶ月にわたり700人が参加した。結局敗北し、田坂が投獄されたが、その後賃金は増額されている。
北米
当初から契約移民を禁止していたアメリカ本土ではスクールボーイ（低賃金のオペア）・小間使いなどで働いて、そこから様々な業種へ進出していった。のちハワイ併合に伴いアメリカ本土が主流となった。
まずサンフランシスコ港からの移住が始まり、1884年頃からサクラメント近郊の農業労働が盛んになったことで農家出身の広島県人が一気にカリフォルニア州に集まることになり、そこから南下しロサンゼルスを中心とした近郊農業に従事していった。一方西海岸北部のワシントン州へは日清戦争以降にシアトルと日本との定期航路が始まったことで移民が増えていった。ちょうどシアトルータコマ間のノーザンパシフィック鉄道が開通し沿線開発が進んでいた時期でその工事に安佐郡出身者の殆どが従事し、更に近くの山岳では金・鉛・銅の鉱山もあるためその作業員として働き、これが終わると貯めたお金で都市部へ出て食堂・雑貨屋・ホテルなどを開業した。明治37年頃にワシントン州で乳牛牧場が盛んになったことでこれに従事した。それらの東側の山側付近の町にはハワイからの移住が多くを占めた。これらからアメリカ主要都市へと移っていった。
カナダでは、バンクーバーから移住が始まりアメリカと同様の仕事をしていた。
南米
南米への最初の移民はペルーからである。ペルーでは砂糖や綿の農業、石油や鉱業の工業が発達しており早くから移民を必要としていた。当初は砂糖農園での契約労働、のち農業あるいはリマとその周辺に移り商業を営んでいた。
南米最大の移民先はブラジルである。特に州政府が積極的に誘致したため県民ほとんどがサンパウロ州に所在し、当地では農業特にコーヒー農園に従事している。
戦後の沼隈町のパラグアイ移民においては生活に困窮した入植民が広島県知事宛に嘆願書を送っており、これについて1958年7月20日付で地元紙中国新聞のみならず大手新聞各社が一斉に報道している。
アジア
フィリピンはハワイと同様に最初期から移民が始まったところである。移民制限を設けていなかったため、アメリカ・ブラジルなど他の移民先が制限を設けた際にその都度代替先として増えた。農業移民が主であったが、他との大きな違いは漁業移民も多かった点にある。
なお、台湾・朝鮮・千島・樺太など戦前日本だった地への正確な移民数は不明。数字が残るものとしては例えば朝鮮へは東洋拓殖による1910年から1926年までの移住民名簿の集計によると171戸の県人が移民しており、これは全国8位に位置し高知・佐賀・福岡・山口・岡山など西日本の各県よりも少ない。

### コミュニティ
当初はあくまで出稼ぎ目的だったが、そこから帰らず定住するものも出てきて、更に最初から定住目的で渡航するものもでてきた。また移民を送り出す町村の方針や渡航費など経済的な問題、先に移民した者たちからの情報や呼び寄せが多かったため、特定の町村のものたちが固まって移民していった。例えば旧安芸郡でも矢野がアメリカ・ハワイが中心だったのに対して熊野ではブラジル・ハワイが中心となった。そうした移民同士が故郷との繋がりをそのまま持ち込んだ関係にあるため密に繋がりやすい環境にあり更に広島県人の移民数が多かったことから、それぞれの地でコミュニティが形成されその延長で県人会が設立された。
一方で広島県側でも在外県人と交流を図るため広島県海外協会が結成され、移民先には支部も結成された。彼らを頼りに移民したり、逆に在外移民で母国訪問団を結成し広島を訪れていた。
彼らは子どもつまり二世の教育に熱心であった。成功した移民の中には、子どもは日本で教育を受けさせ卒業したら帰ってきてもらう、という教育方針をとったものもいた。特にアメリカ出身のものが多く「帰米二世」といった。
2015年現在ハワイや南北アメリカ大陸で28の広島県人会が存続しており、現在でも広島と密な交流を続けている。2014年広島土砂災害においては、ハワイ広島募金委員会、南加広島県人会、ブラジル広島文化センターなどから多くの義援金が送られた。
| 県人会名称                                               | 県人会名称                                                 | 設立年月日 |
| -------------------------------------------------------- | ---------------------------------------------------------- | ---------- |
| ハワイ                                                   | ホノルル広島県人会 (HonoluluHiroshimaKenjinkai) - Facebook | 1955       |
| ハワイ                                                   | ワヒアワ・ワイアルア広島県人会                             | 1955       |
| ハワイ                                                   | 東ハワイ広島県人会                                         | 1967.4.9   |
| ハワイ                                                   | コナ広島県人会                                             | 1967       |
| アメリカ本土                                             | 桑港広島日系人会                                           | 1898.1     |
| アメリカ本土                                             | シアトル広島県人会                                         | 1901.1.10  |
| アメリカ本土                                             | サクラメント広島日系人会                                   | 1906       |
| アメリカ本土                                             | 南加広島県人会                                             | 1910       |
| アメリカ本土                                             | サウスベイエリア広島日系人会                               | 1917.1.1   |
| アメリカ本土                                             | スタンクトン広島同志会                                     | 1917.8.9   |
| アメリカ本土                                             | オレゴン広島クラブ                                         | 1918.1     |
| アメリカ本土                                             | 湾東広島日系人会                                           | 1950.10.29 |
| アメリカ本土                                             | シカゴ広島県人会                                           | 1956.5.9   |
| アメリカ本土                                             | 塩湖広島県人会                                             | 1957       |
| アメリカ本土                                             | コロラド広島県人会                                         | 1975       |
| アメリカ本土                                             | 中加広島県人会                                             | 1990.3.4   |
| カナダ                                                   | バンクーバー広島クラブ                                     | 1902.8.2   |
| カナダ                                                   | オンタリオ広島県人会                                       | 1906.4     |
| メキシコ広島県人会 (HiroshimaKenjinkaiMexico) - Facebook | メキシコ広島県人会 (HiroshimaKenjinkaiMexico) - Facebook   | 1960       |
| ドミニカ共和国広島県人会                                 | ドミニカ共和国広島県人会                                   | 1959.8.15  |
| ペルー広島県人会                                         | ペルー広島県人会                                           | 1955.3.9   |
| ボリビア広島県人会                                       | ボリビア広島県人会                                         | 1962       |
| ブラジル                                                 | ブラジル広島文化センター （ブラジル広島県人会）            | 1955.7.20  |
| ブラジル                                                 | 北伯広島県人会                                             | 1988       |
| パラグアイ                                               | 在パラグアイ広島県人会                                     | 1960.4.3   |
| パラグアイ                                               | アマンバイ広島県人会                                       | 1987       |
| アルゼンチン                                             | 在アルゼンチン広島県人会                                   | 1951.6.23  |
| アルゼンチン                                             | ガルアぺー広島県人会                                       | 1960.1     |

### スポーツ
著名なところでは、NBA史上初の非白人プレーヤーのワッツ・ミサカは両親が尾道市出身の二世、北京五輪十種競技金メダリストのブライアン・クレイは祖父が広島出身の三世。
ゴルフではデビッド・イシイが祖父が広島出身の三世。なおイシイと、オバマ政権で退役軍人長官を務めたエリック・シンセキ、ユアーズの根石氏は親戚にあたる。
サッカーでは、コロンビア代表ホセ・カオル・ドクは父親が竹原市出身の二世、オーストラリア代表アラン・デビッドソンとジェイソン・デビッドソン親子は母（祖母）が広島出身。
ミツ荒川など戦後のアメリカプロレス界では日系人ヒールがギミックとして広島出身と称したものもいる。中にはプロフェッサー・タナカのように日系人ですらないものもいる。
広島にルーツを持つ日系人の中には日本スポーツ界に貢献した人物がいる。元ラグビー日本代表ヘッドコーチのエディー・ジョーンズは母が広島にルーツのある日系アメリカ人、元サッカー日本代表の田中マルクス闘莉王は祖父が佐伯郡出身の三世。松本瀧藏は日本のアメリカンフットボール普及に貢献した人物である。
野球
移民たちは各地で野球チームを作っている。記録に残っているものの一つに、広島市出身の銭村健一郎あるいは廿日市市出身の松本瀧藏が中心となって設立した「フレスノ野球団」があり、ベーブ・ルースとルー・ゲーリッグと対戦しておりその時一緒に写った写真がアメリカ野球殿堂博物館に保存されている。カナダでは「バンクーバー朝日」の主力の一人ケイ上西（上西巧一）が広島出身で、このチームはカナダ野球殿堂入りチームでもある。ペルーでは野球・陸上・剣道などが盛んで、強豪野球チーム「グレイト広島」が存在していた。
県と在外移民との交流の中で1931年（昭和6年）センバツ第8回大会で優勝した広島商業が渡米し、ハワイやアメリカ本土のチームと対戦したとする資料が残っている。ちなみにその資料には、広商部長として石本秀一、選手の一人に鶴岡一人の名が記載されている。
彼ら広島にルーツを持つ日系人は日本野球界に貢献している。例えば殿堂入りしている与那嶺要・腰本寿がそれにあたる。銭村の息子たちのうち長男が東洋工業蹴球部（現サンフレッチェ広島）で主将を務めた銭村健次、次男が広島カープ（現広島東洋カープ）に入団した銭村健三、三男が広島カープの主力として活躍し1954年オールスター戦にも出場した銭村健四。

### 関連作品
福山市出身のDJ小林克也は1982年小林克也&ザ・ナンバーワン・バンドを結成、同年にアルバム『もも』を発表した。この中に「うわさのカム・トゥ・ハワイ」という、ハワイ日系一世移民の生活ぶりや真珠湾攻撃時の境遇などを題材とした、広島弁ラップの曲がある。なおこれは日本語ラップの草分け的な存在でもある。
また広島出身の移民、あるいは広島原爆で被爆した移民が登場する作品がいくつか存在する。
- 二つの祖国
  - 山河燃ゆ - NHK大河ドラマ。1984年に放送された。
- ハルとナツ 届かなかった手紙 - 橋田壽賀子脚本のNHK放送80周年記念スペシャルドラマ。2005年に放送された。
- 99年の愛〜JAPANESE AMERICANS〜 - 同じく橋田壽賀子脚本のTBS開局60周年記念スペシャルドラマ。2010年に放送された。
- イーグル (漫画) - 向島出身のかわぐちかいじ作

### その他
- 戦後パラグアイへ移民しパラグアイ日本人会連合会会長をつとめる人物が、自身の所有する農園の敷地内に御影城を建てた。日本から職人を呼び10年がかりで完成させたという[56]。
- 2012年6月広島市役所は戸籍電算化後の調査で、戸籍上は生存しているが現住所がわからない100歳以上の高齢者が7,453人、うち120歳以上が2,124人いることを公表した。これは当時の中国地方市町村の中で突出して多い結果となった。その要因について市は、身元不明の被爆死没者や明治期の移民が多いため、としている[94]。

## 主な縁故者
単なるハーフ・クウォーターではなく、移民に関連する人物のみ列挙する。広島県出身の人物一覧も参照。現在の区市町で記載。五十音順。

### 移民
アメリカ
- イーゲン井上 - 四世。祖先
- エンセン井上 - 四世。祖先
- ダニエル・イノウエ - 二世。母が安佐北区
- デビッド・イシイ - 三世。祖父
- ススム・イトウ（英語版） - 二世。父母
- 岩竹信明 - 二世。父母
- 上田藤夫 - 二世。庄原市
- 上田良夫 - 二世。庄原市
- ジョン・オカダ - 二世。父
- 小倉馨 - 二世。父母が廿日市市
- エリソン・オニヅカ - 三世。母
- 尾茂田叶 - 二世。父
- アイザイア・カイナーファレファ - 三世。祖母
- ジェレミー・ガスリー - 四世。母方の祖先が三原市
- 城戸三郎 - 二世。
- マック・クリハラ - 二世。父母
- ブライアン・クレイ - 五世。母方の祖父の祖先
- 腰本寿 - 二世。
- ジミー佐古田 - 三世。祖父
- エリック・シンセキ - 三世。祖父母
- 銭村健一郎 - 一世。広島市
  - 銭村健次
  - 銭村健三
  - 銭村健四

- マーク・ダカスコス - 三世。祖母
- 高野虎市 - 一世。広島市
- カン・タガミ - 二世。父母
- イワオ・タカモト - 二世。父
- ジョージ・タケイ - 二世。母方の祖父母
- デレク・タツノ - 二世。
- 谷川昇 - 一世。広島市
- 田丸美寿々 - 三世。安芸高田市
- ジョージ蔦川（英語版） - 二世。福山市
- レスリー・ナカシマ - 二世。父母が南区
- テツオ・ナジタ - 二世。
- 濃人渉 - 二世。父親が広島市
- 灰田勝彦 - 二世。
- バーニー・F・ハジロ - 二世。父母
- ジャック・フジモト（英語版） - 二世。父
- タク・フジモト - 二世。父母
- ハリー・K・フクハラ - 二世。父母
- タッド・フジカワ - 五世。祖先が尾道市
- ビル・ホソカワ - 二世。父母
- 堀尾文人 - 二世。父母
- マイク正岡 - 二世。父
- 松本瀧藏 - 一世。廿日市市
- ワッツ・ミサカ - 二世。父母が尾道市
- ジミー・ツトム・ミリキタニ - 二世。母が佐伯区
- サダオ・ムネモリ - 二世。父
- トシオ・モリ - 二世。両親が大竹市
- 与那嶺要 - 二世。母
- カール・ヨネダ - 二世。父母
- 頼近美津子 - 三世。祖父母が広島
- 若林忠志 - 二世。父が福山市

カナダ
- キミコ・オカノ・ムラカミ - 二世。
- サーロー節子 - 一世。
- 平幹二朗 - 母親が府中市出身の二世
  - 平岳大

ブラジル
- 上永井正（ポルトガル語版） - 一世
- マサオ・オオノ（ポルトガル語版） - 二世。母親
- 田中マルクス闘莉王 - 三世。父方の祖父
- 内藤克俊 - 一世。広島市
- 宗像マルコス望 - 二世。父母

ペルー
- ヴェナンシオ・シンキ（スペイン語版） - 二世

コロンビア
- ホセ・カオル・ドク - 二世。父が竹原市

オーストラリア
- エディー・ジョーンズ - 三世。母方の祖先。
- アラン・エドワード・デビッドソン - 二世。母
  - ジェイソン・デビッドソン

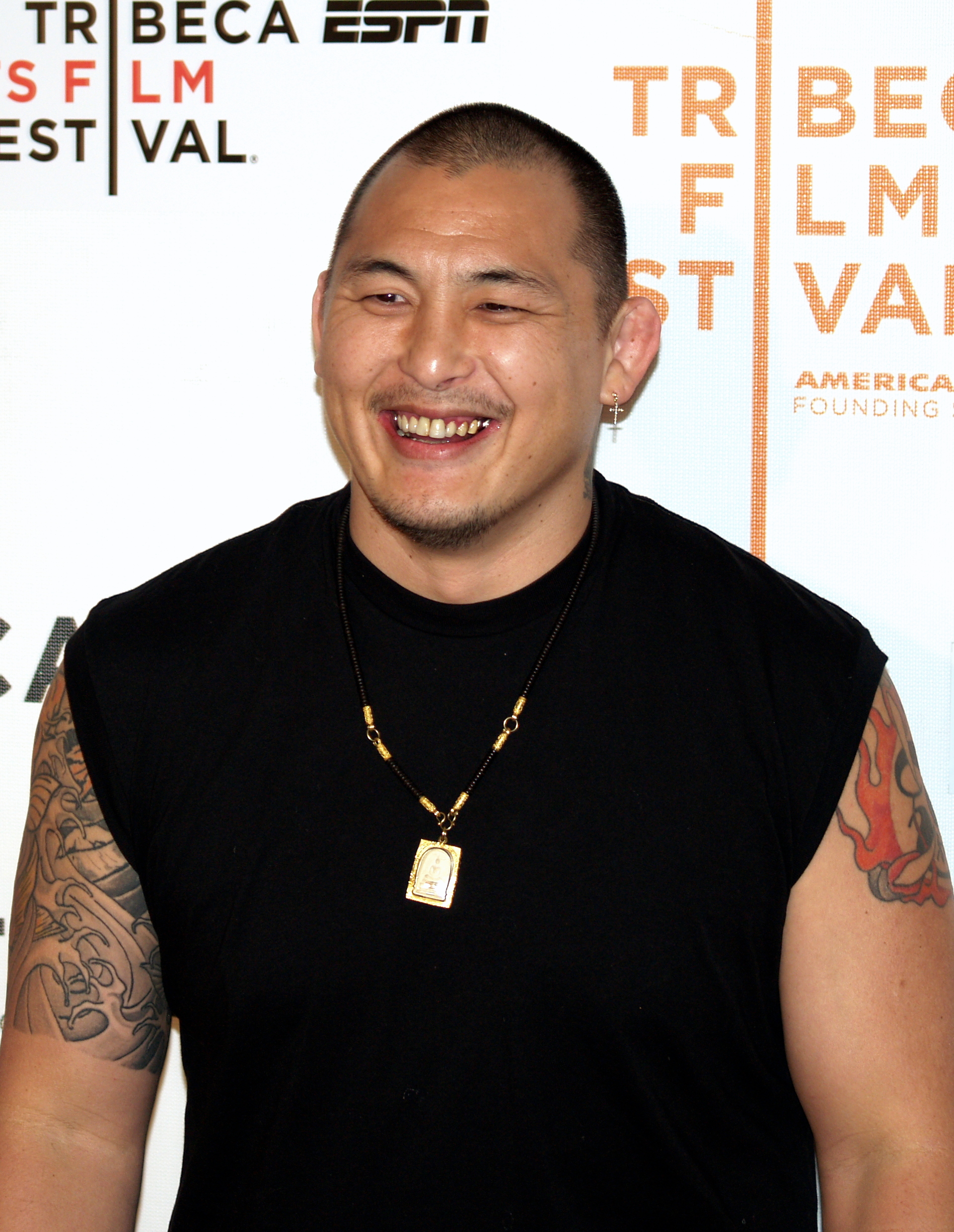
エンセン井上
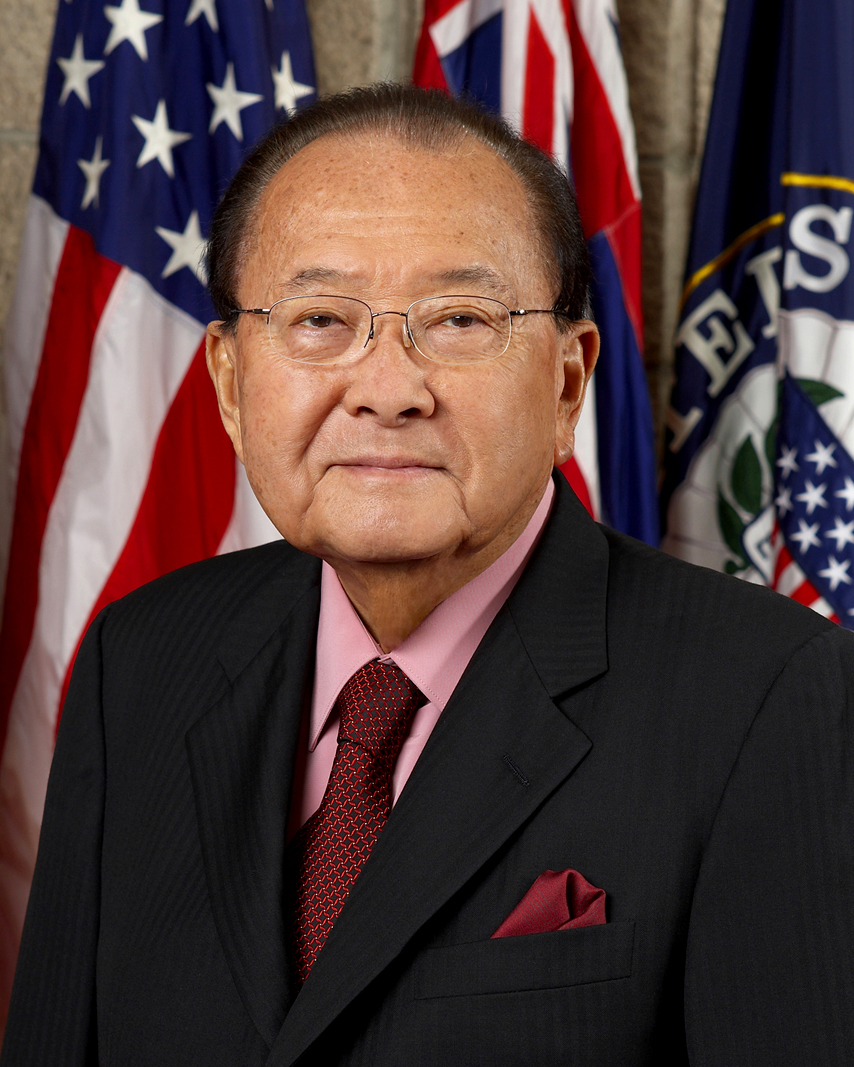
ダニエル・イノウエ
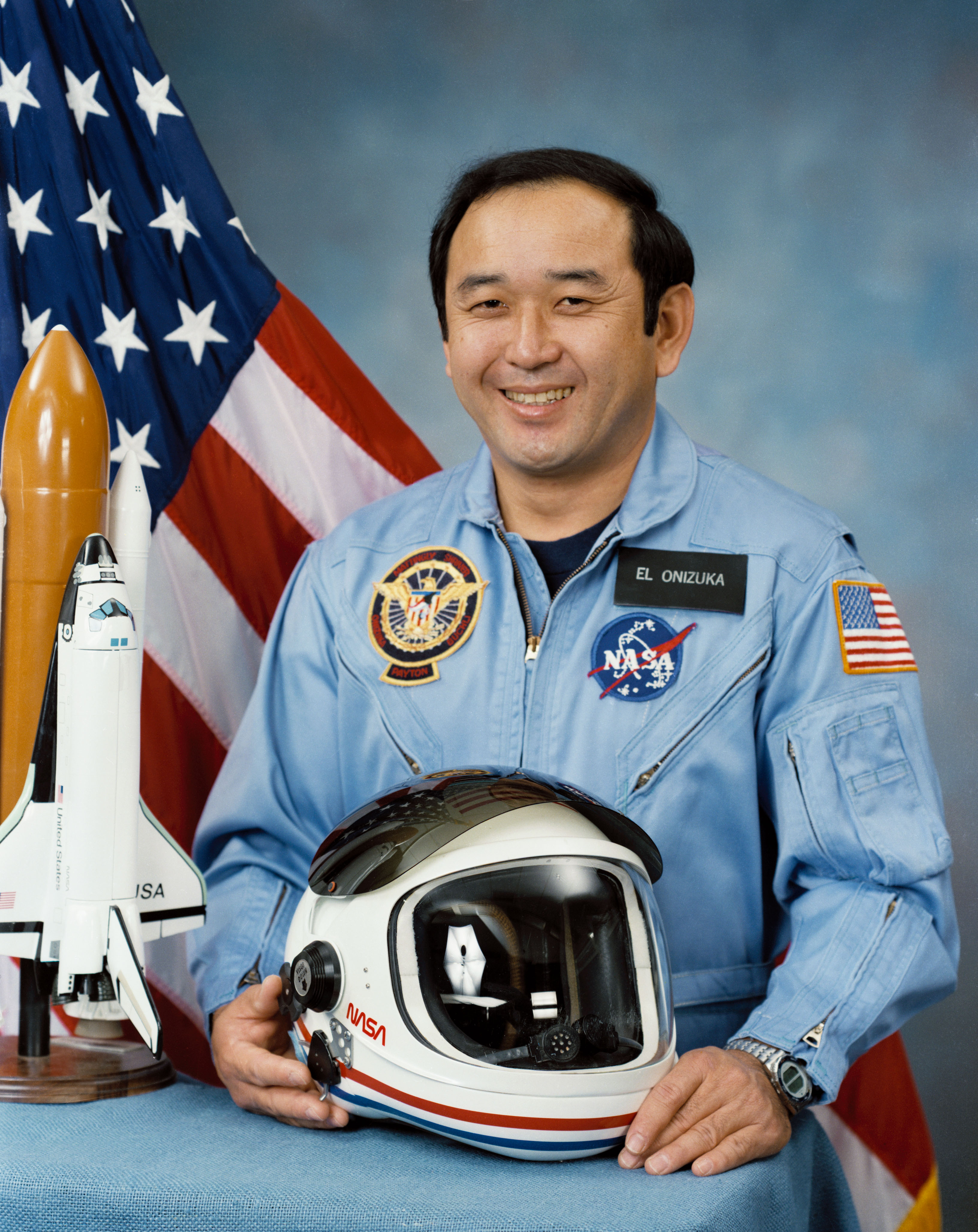
エリソン・オニヅカ
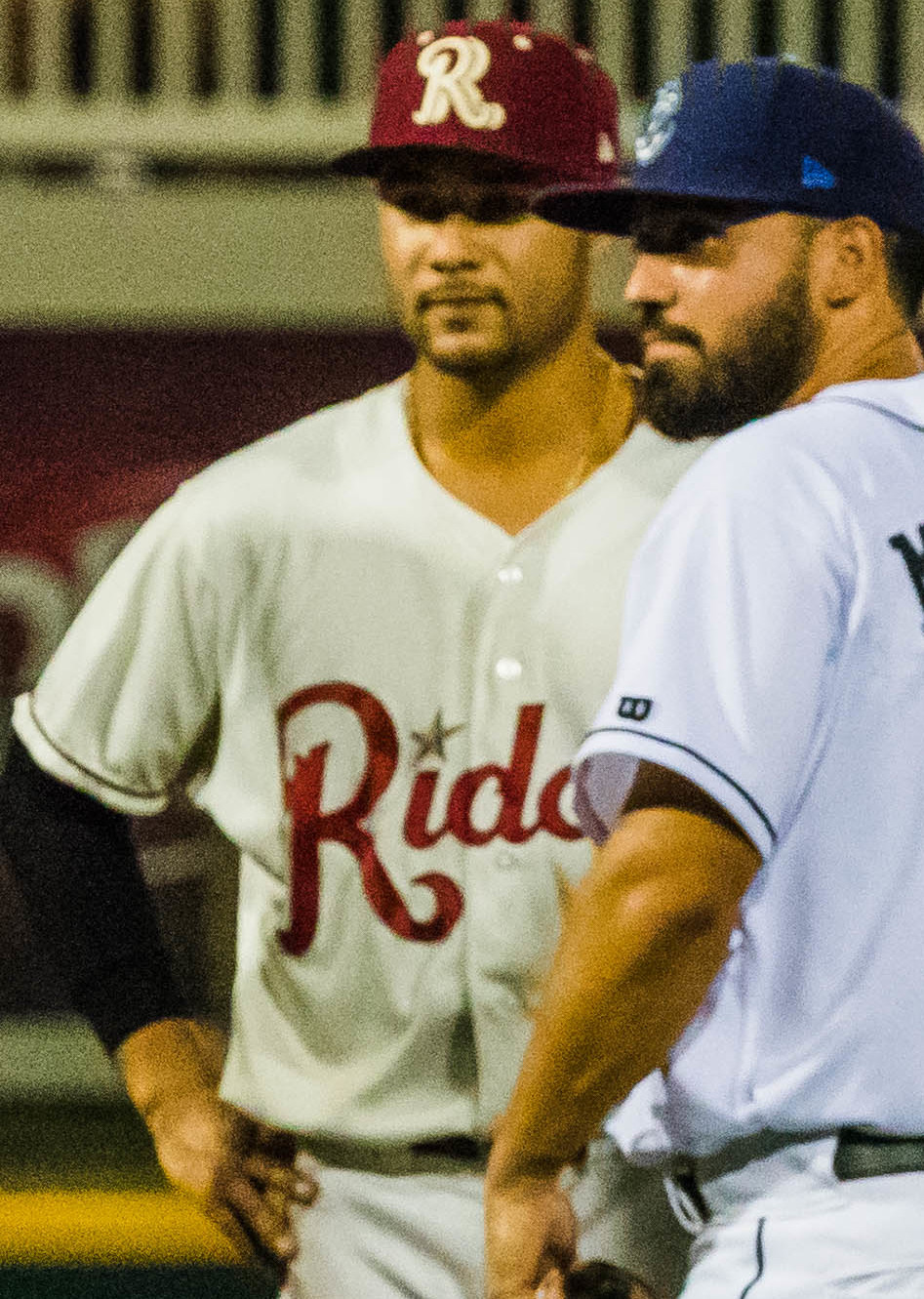
アイザイア・カイナーファレファ
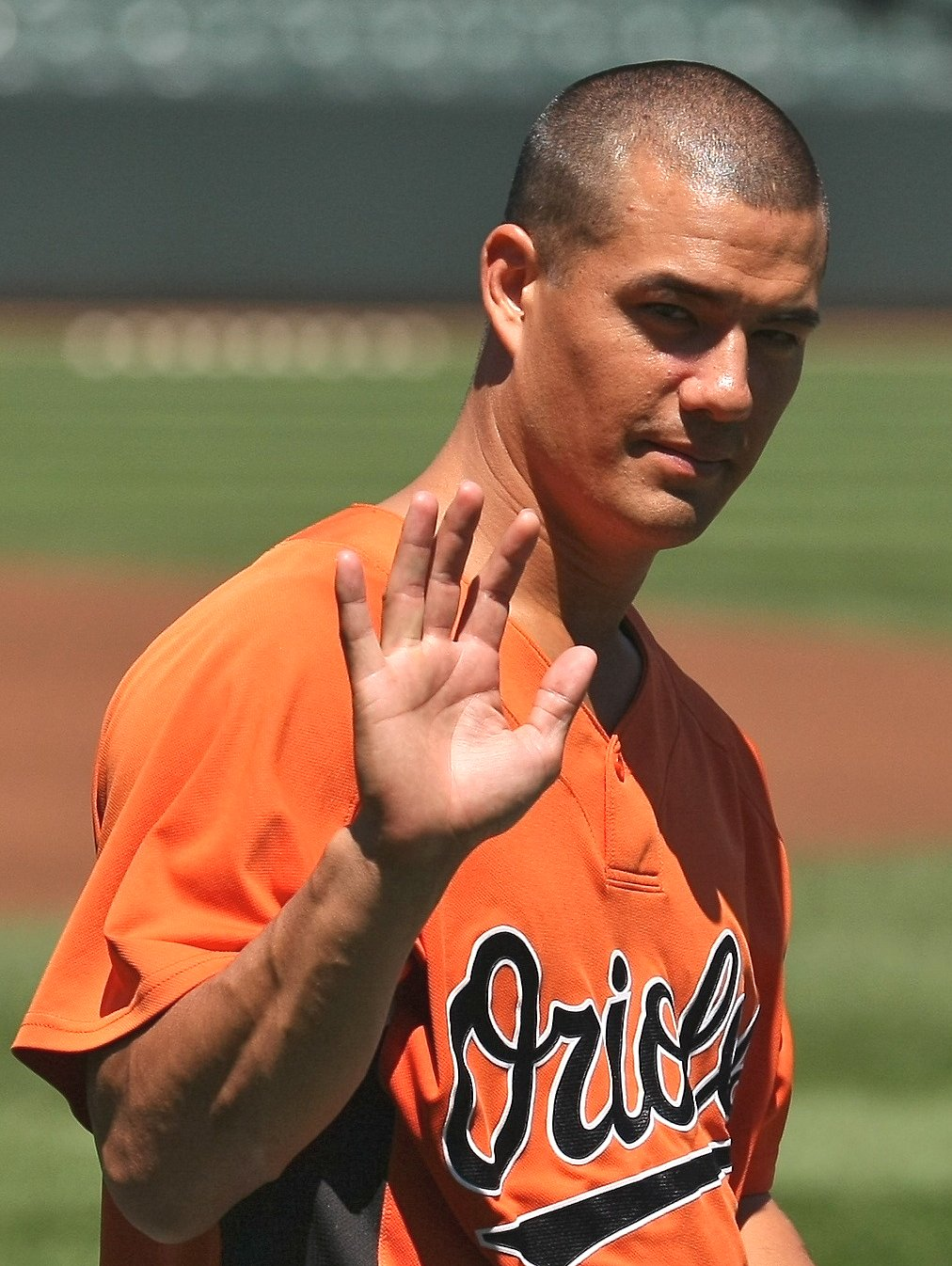
ジェレミー・ガスリー
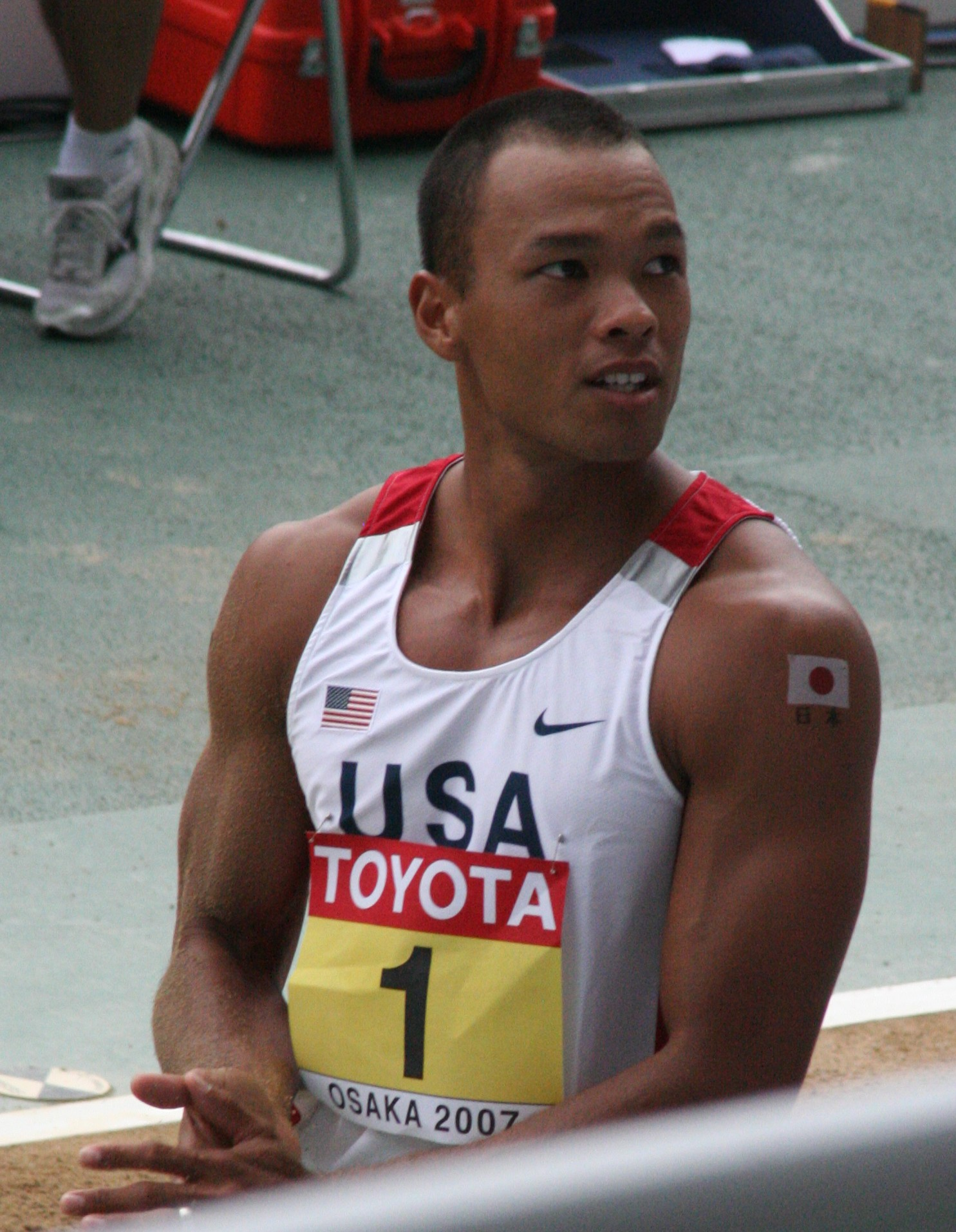
ブライアン・クレイ
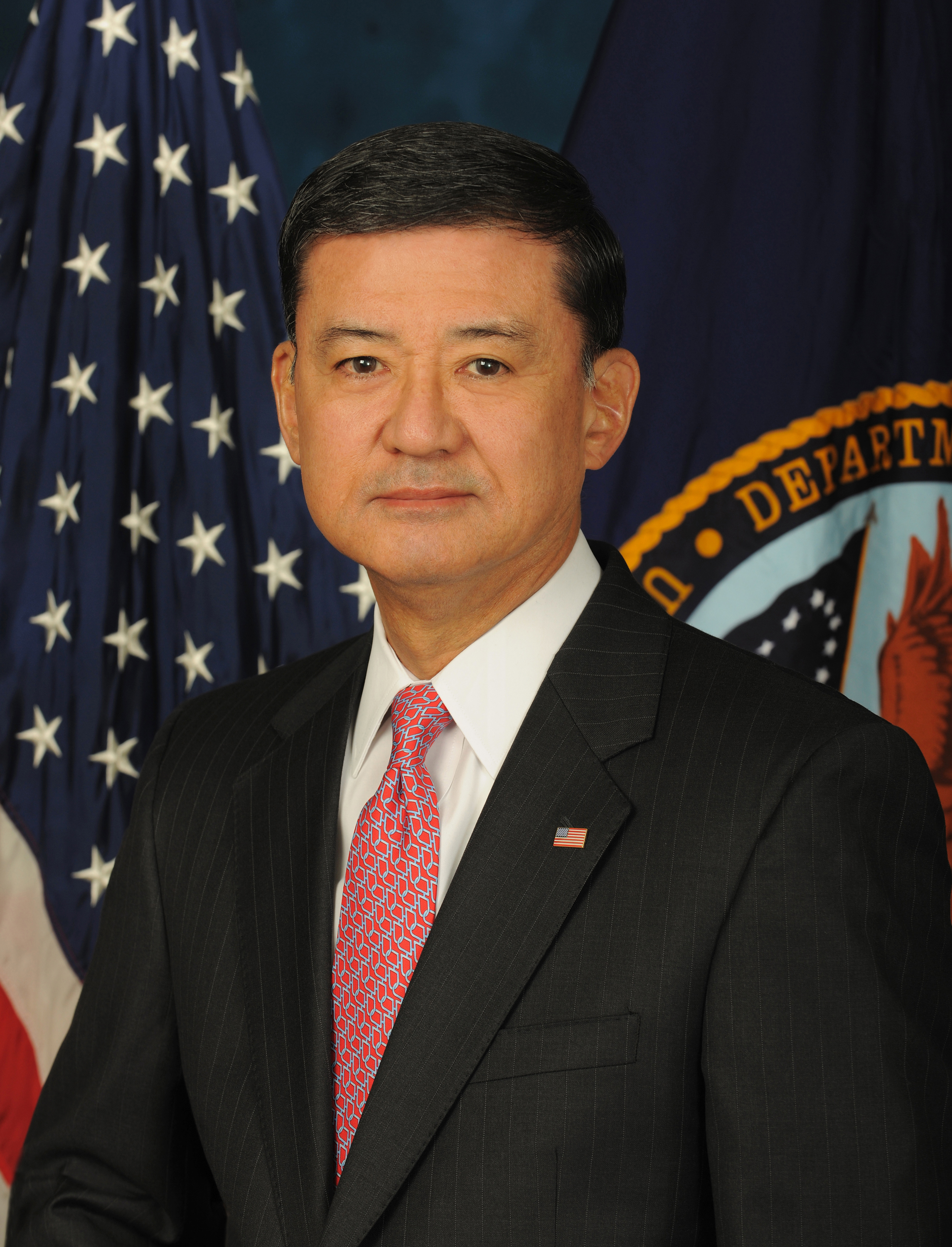
エリック・シンセキ
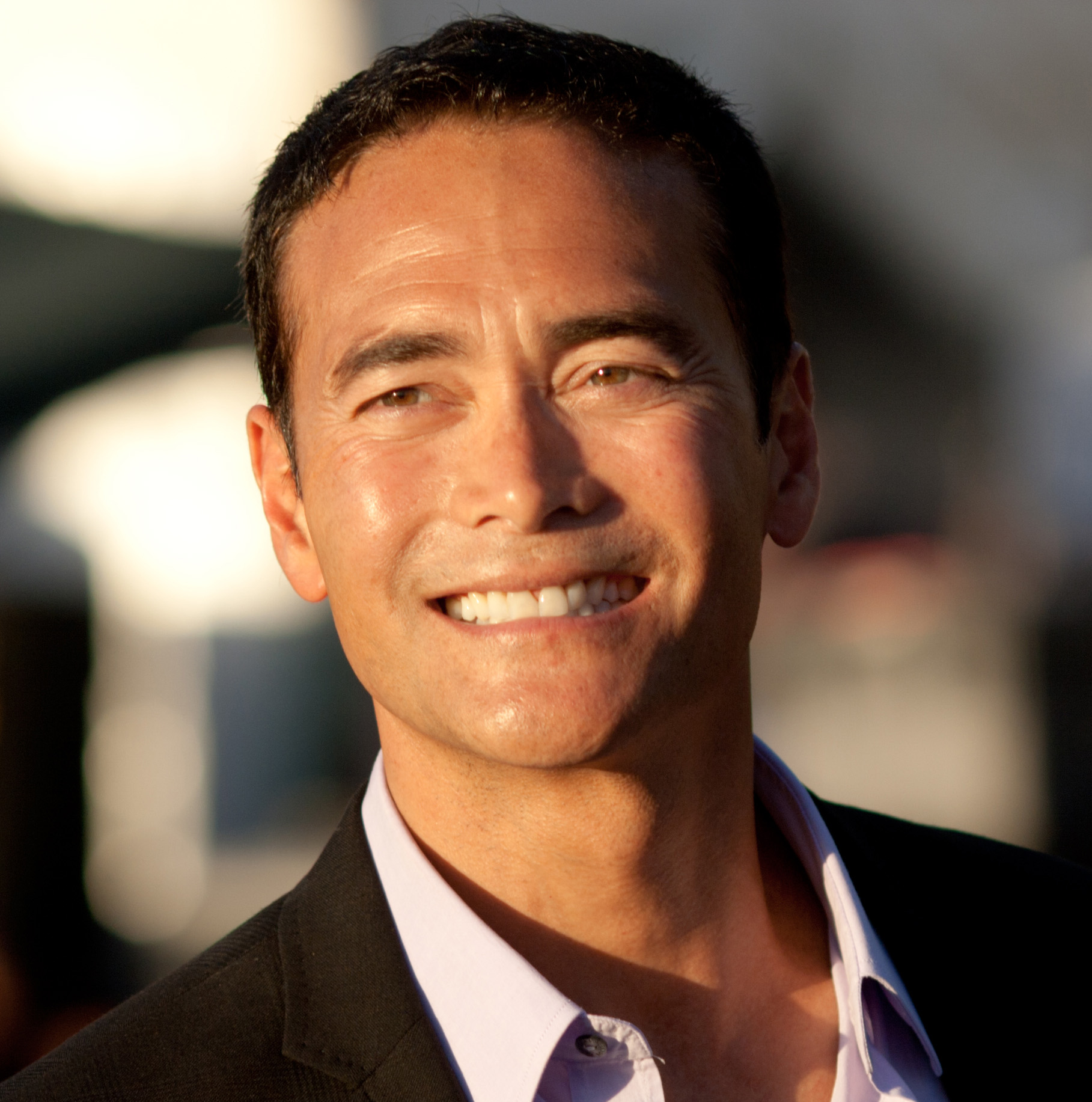
マーク・ダカスコス
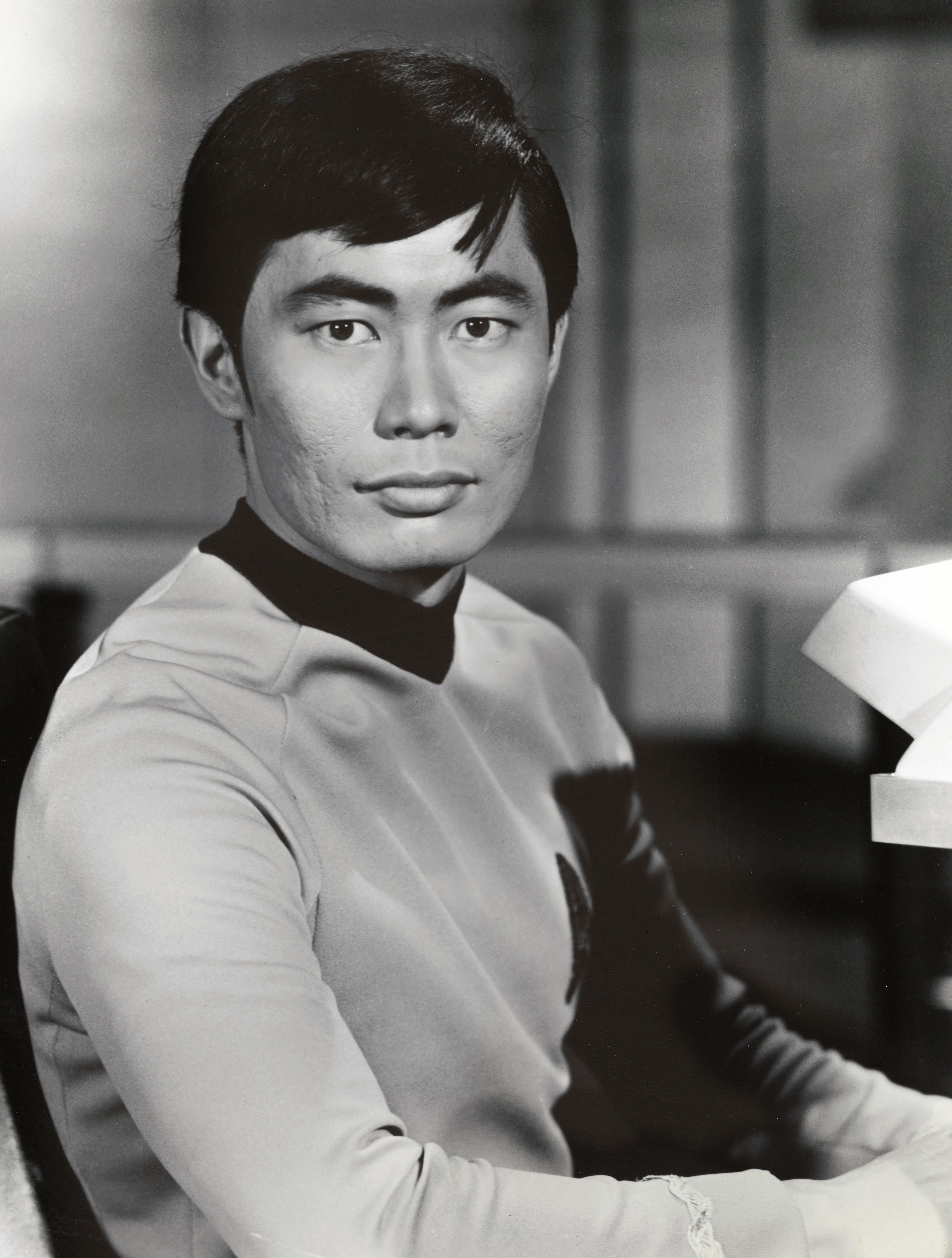
ジョージ・タケイ（カトー）
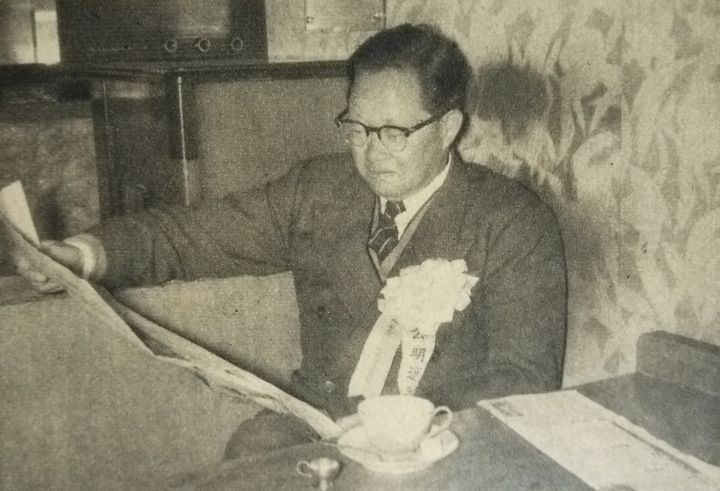
谷川昇
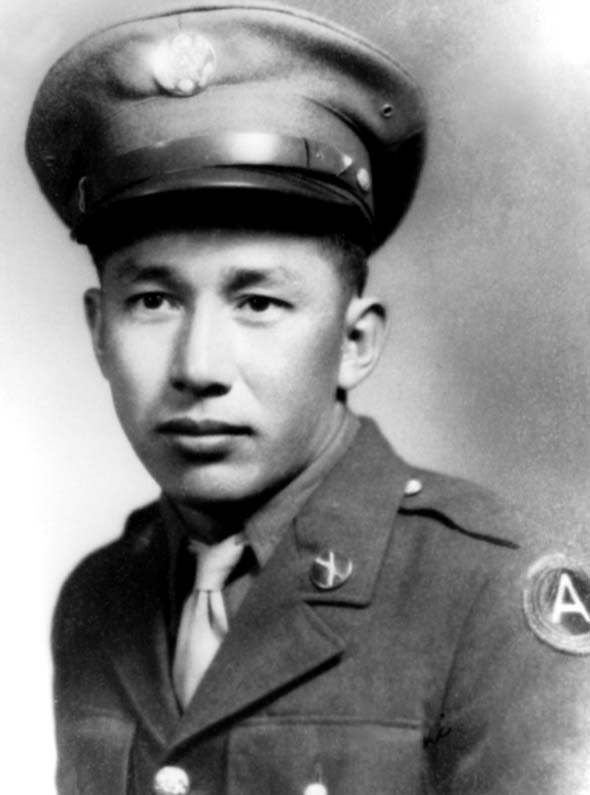
バーニー・F・ハジロ
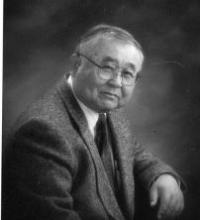
ジャック・フジモト
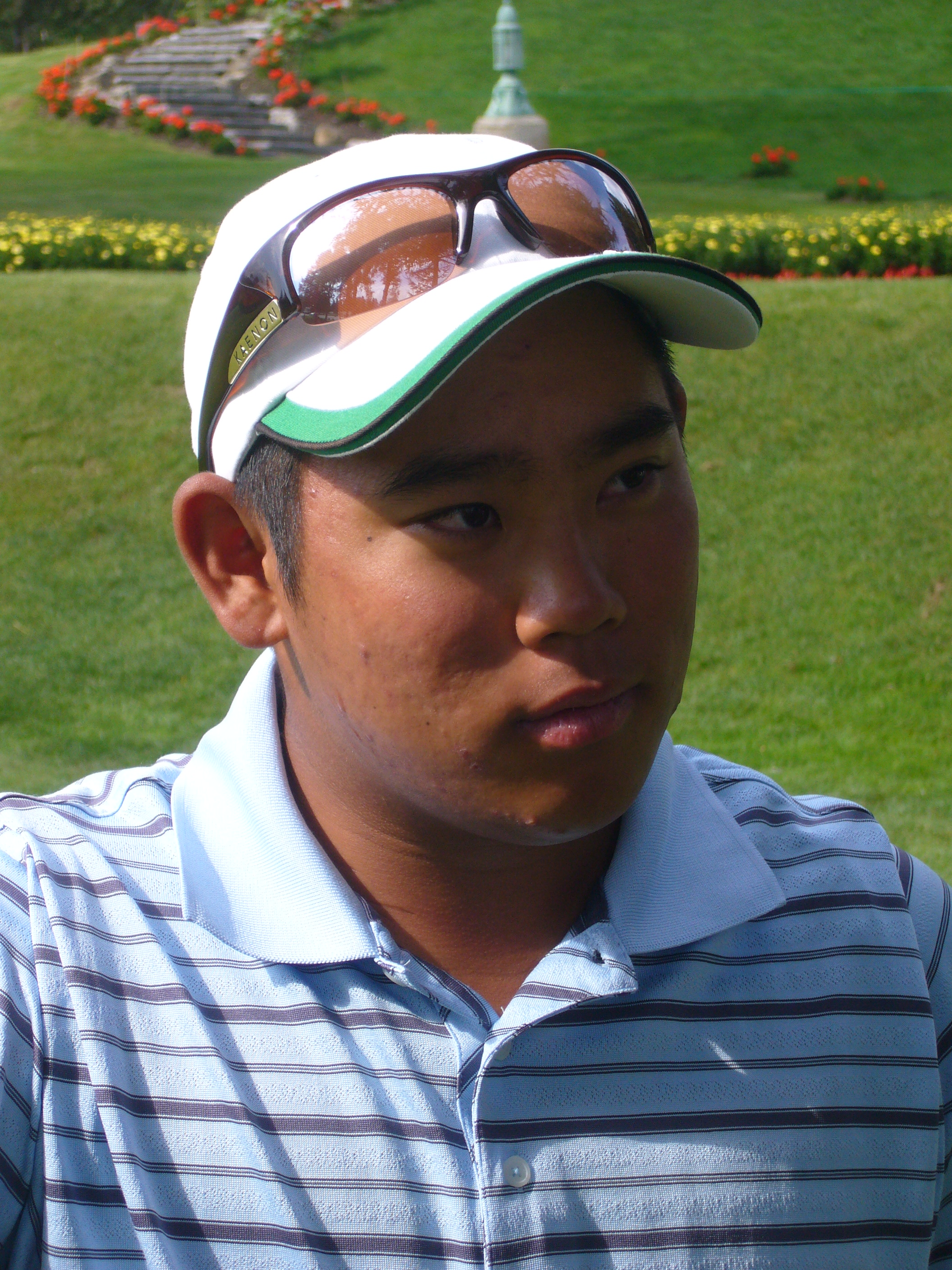
タッド・フジカワ
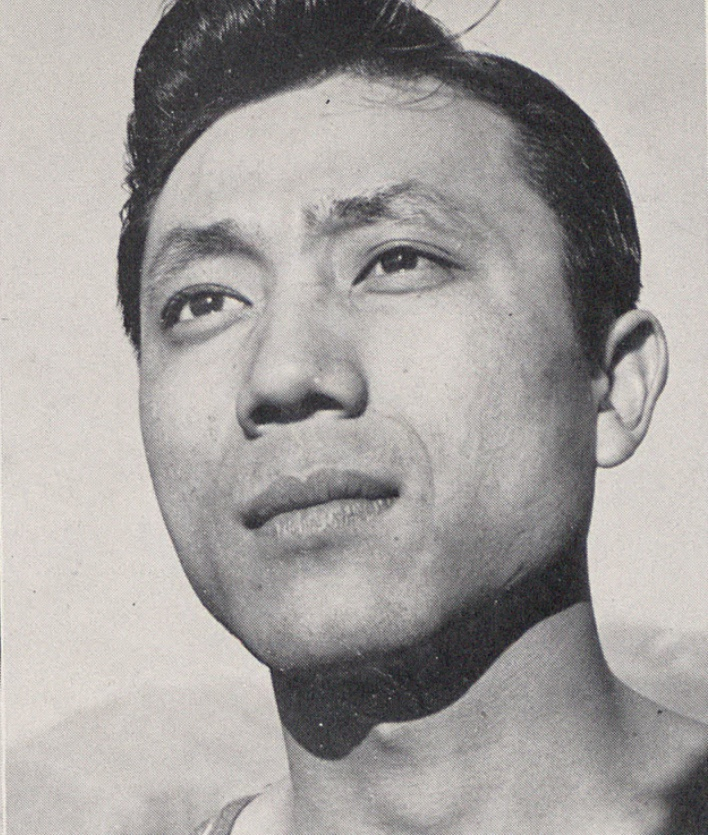
ワッツ・ミサカ
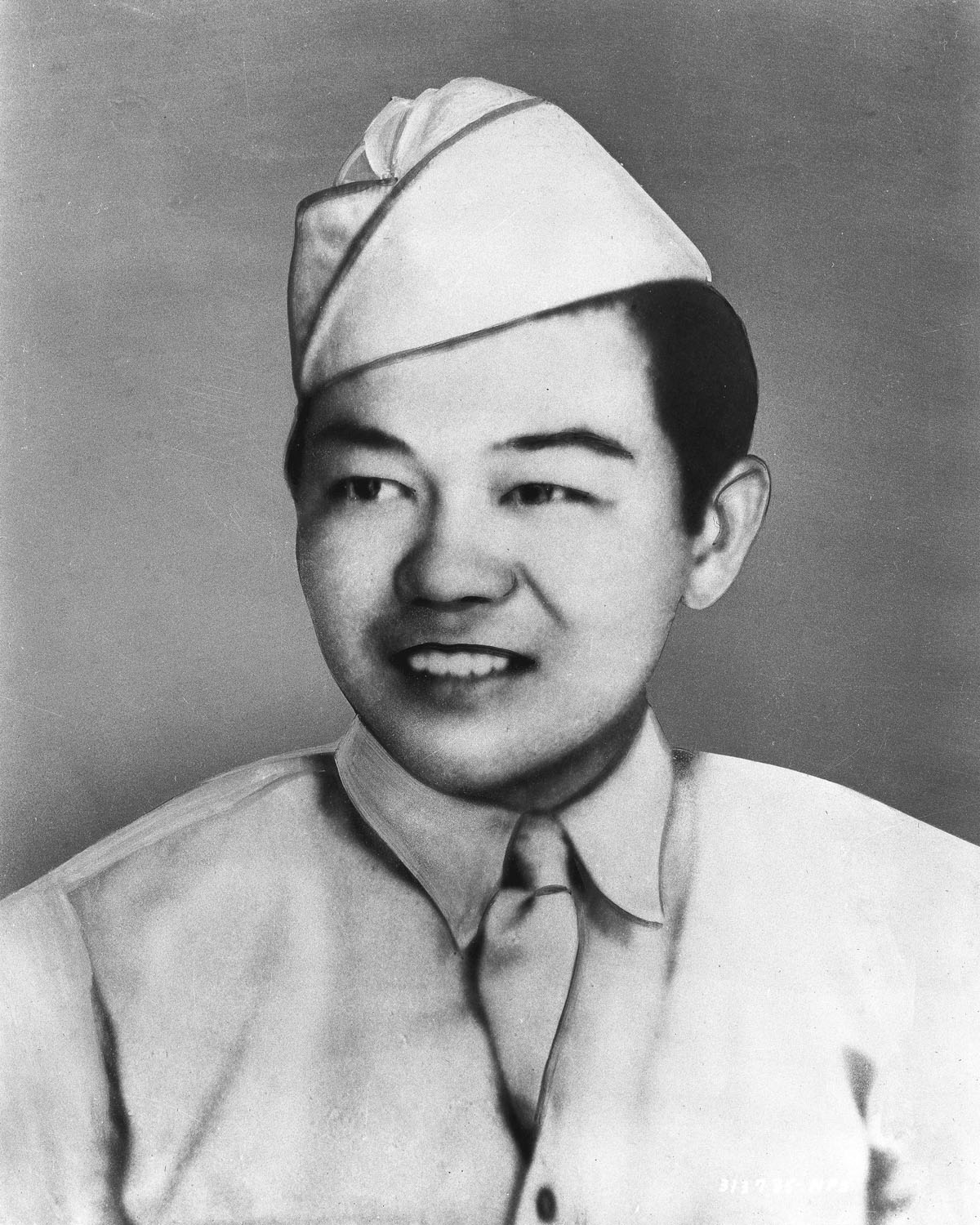
サダオ・ムネモリ
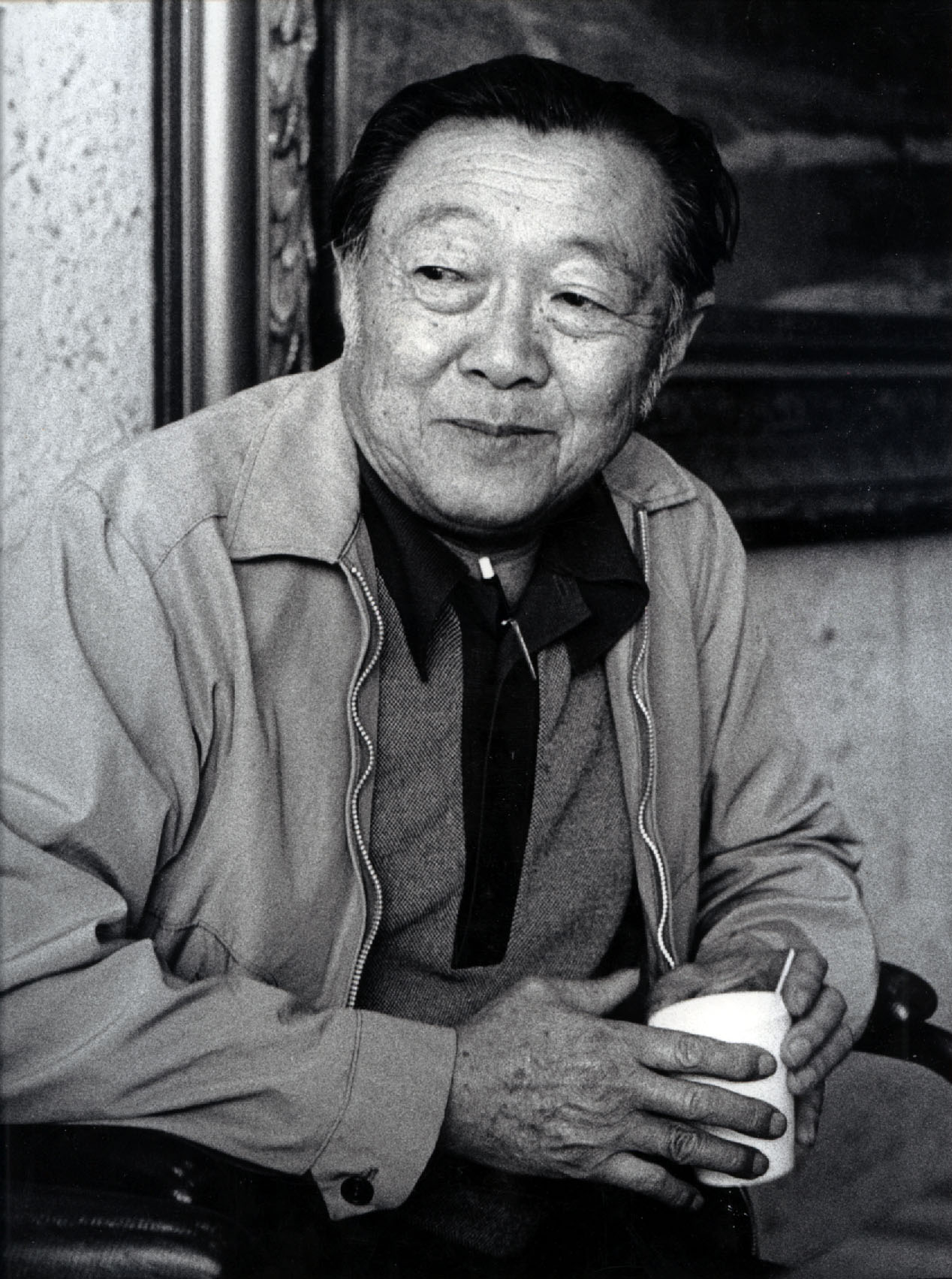
トシオ・モリ
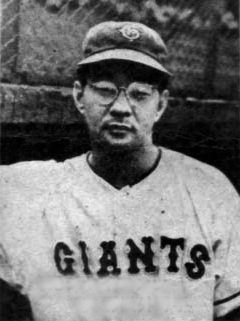
与那嶺要
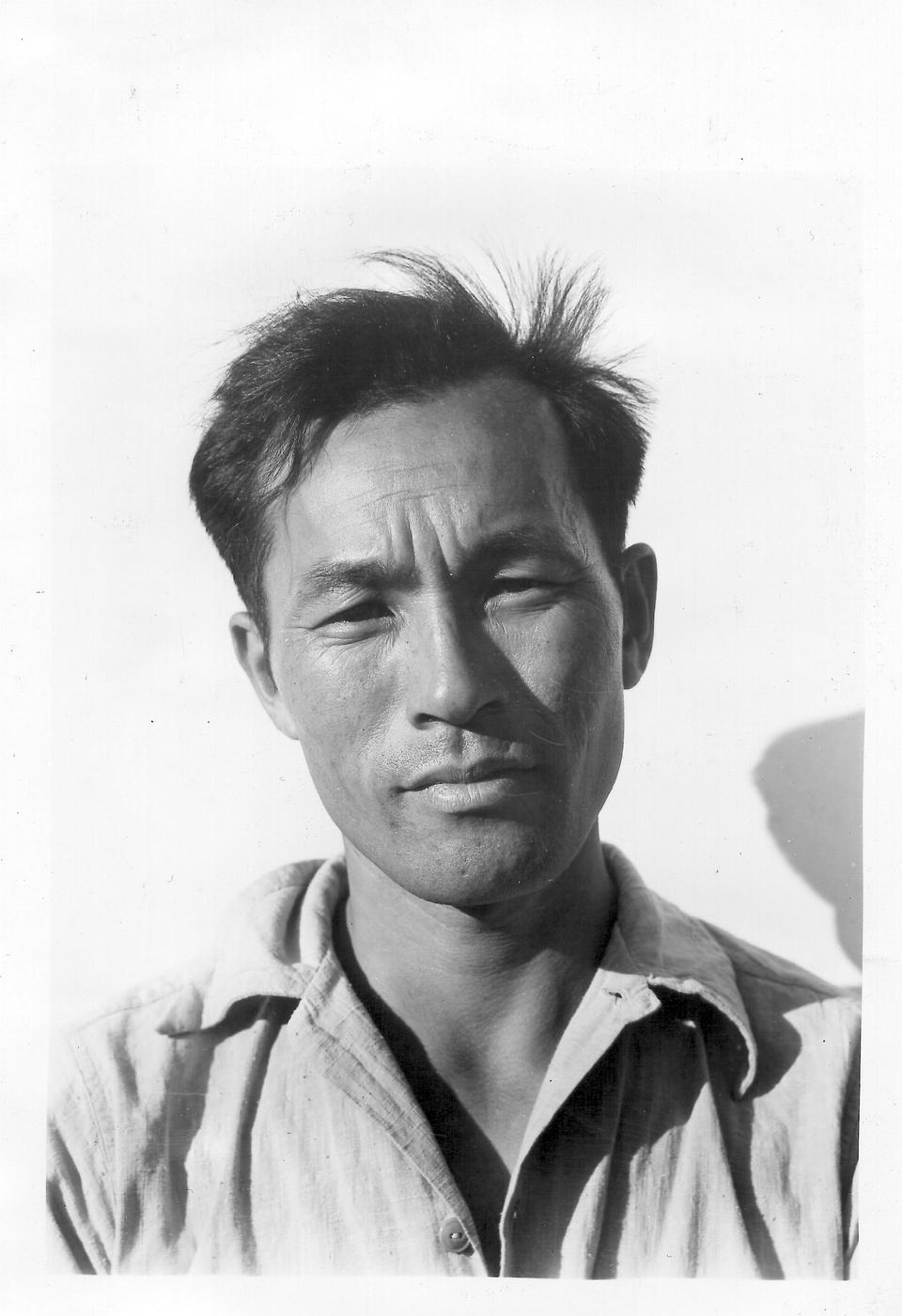
カール・ヨネダ
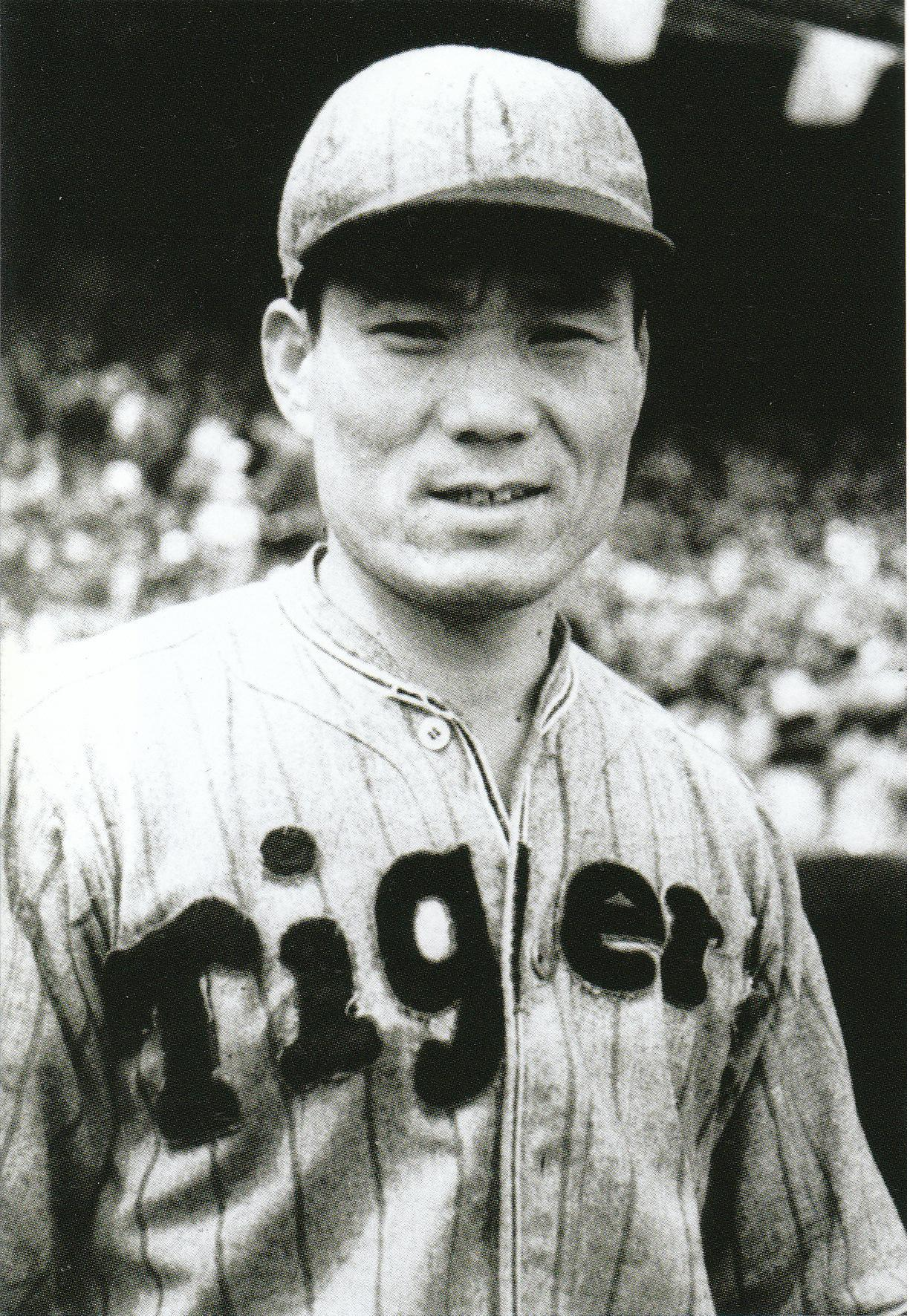
若林忠志
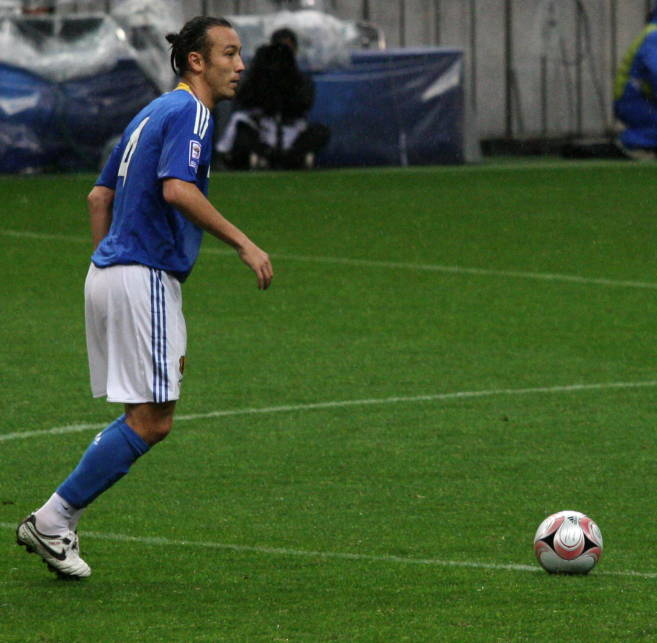
田中マルクス闘莉王
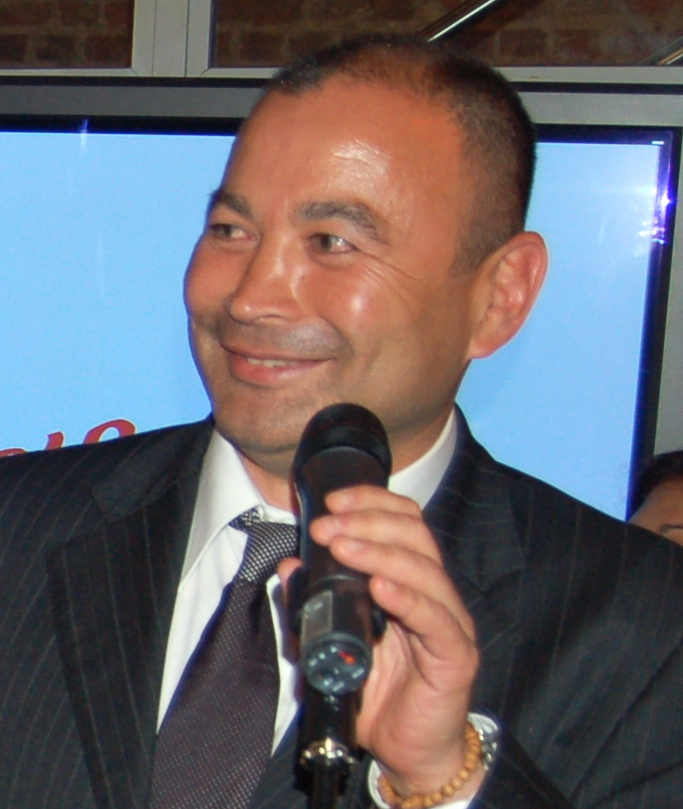
エディー・ジョーンズ
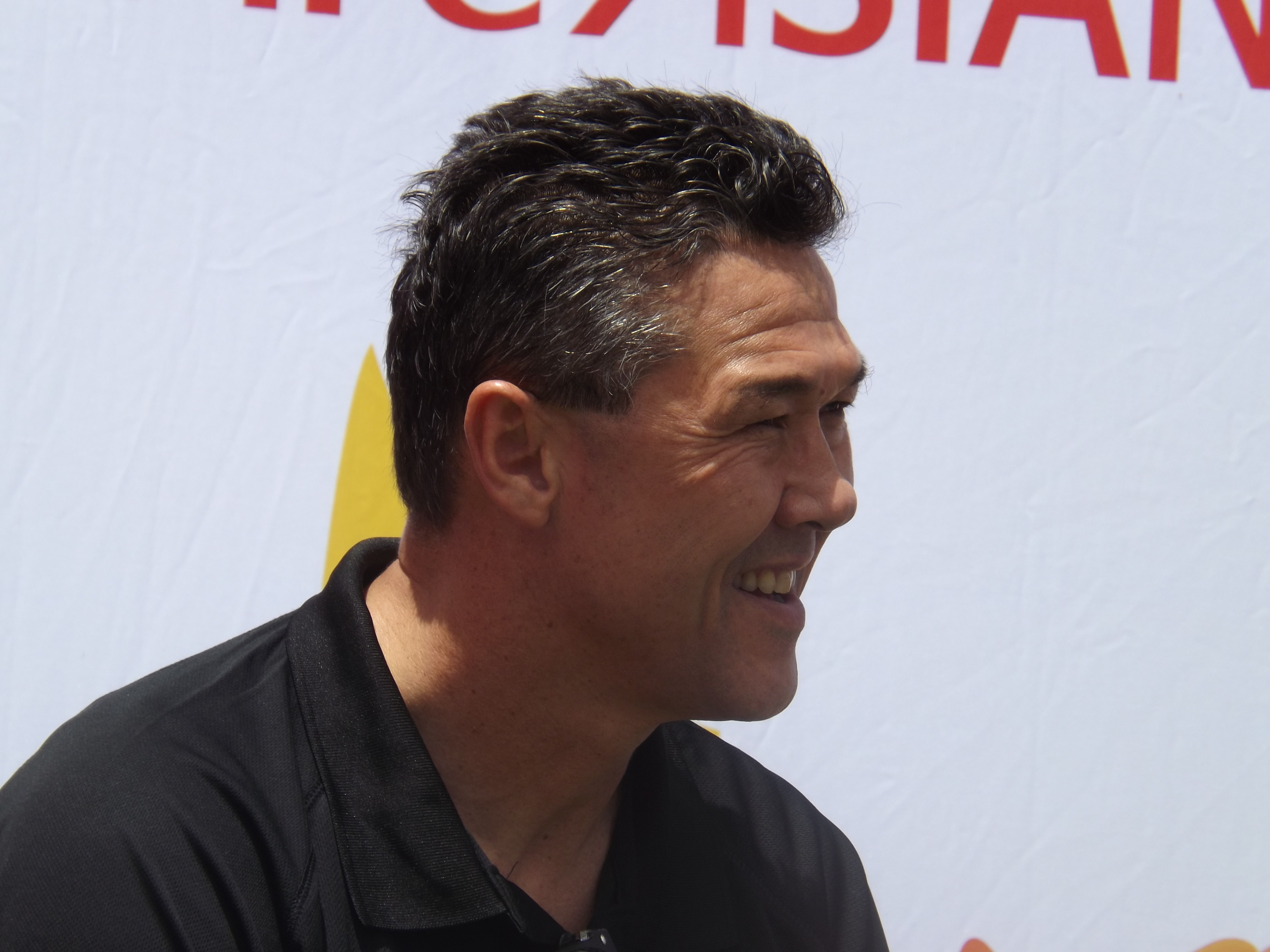
アラン・デビッドソン
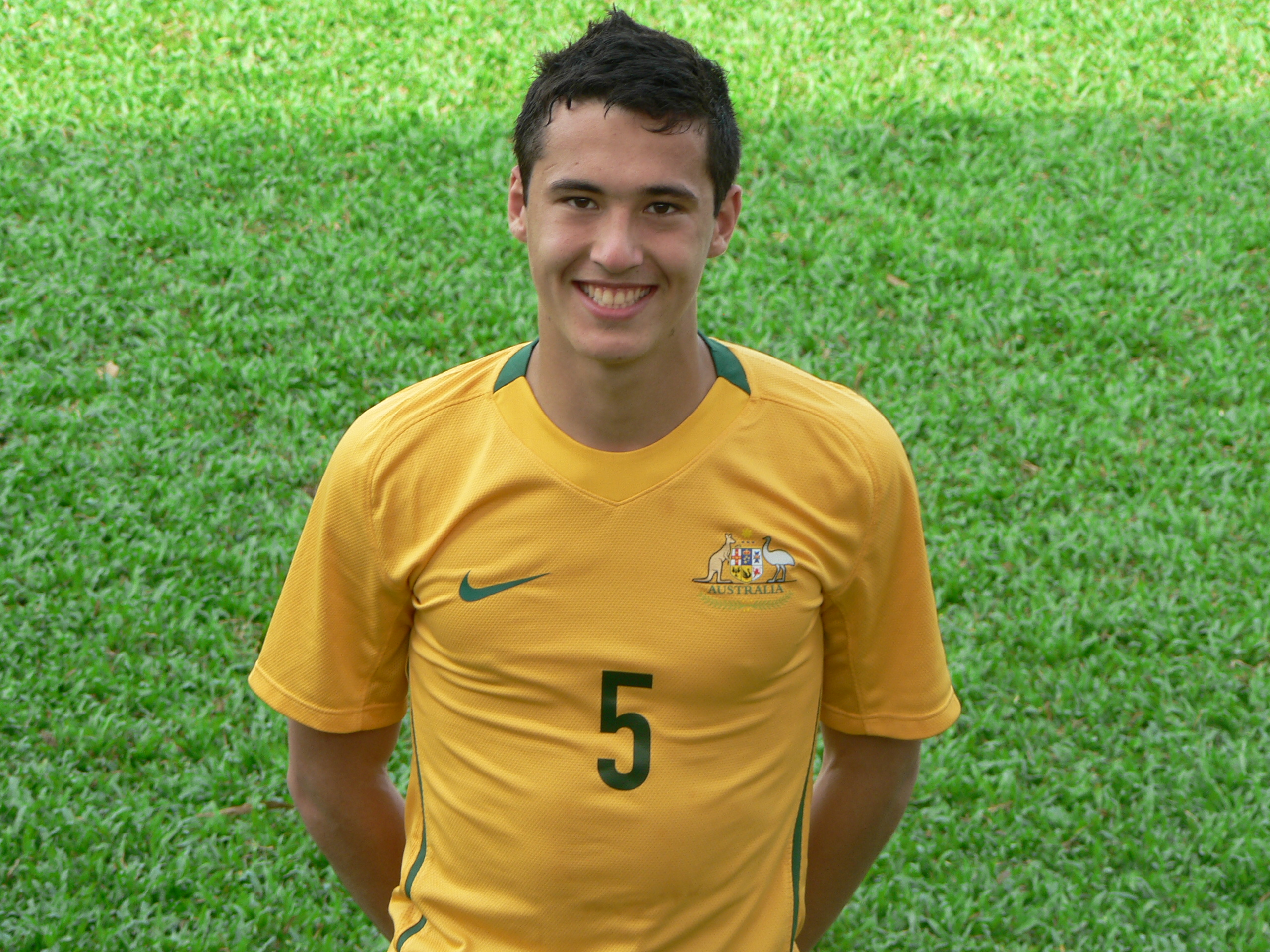
ジェイソン・デビッドソン

### 引揚者
- 扇畑忠雄
- 尾川正二
- 梶山季之
- 桑田隆幸
- 小久保均
- 常森寿子
- 中真千子

- 丹羽洋介
- 日野啓三
- 蒔田尚昊
- 水越浩士
- 矢野博丈
- 山田朝彦
- 浅野忠信 - 母方の祖母が広島出身で満州からの引揚者

## 備考

### 在外被爆者
ここでは移民に関係する、北中南米大陸に存在する被爆者について記載する。原子爆弾被爆者に対する援護に関する法律、広島原爆で被爆したアメリカ人#日系アメリカ人被爆者も参照。
JICA横浜海外移住資料館によると、1945年当時広島と長崎には合わせて約3,000人のアメリカ人と少数のペルー・ブラジル人がおり、殆どが帰国した日系二世（帰米二世）であった。その中で広島にいた人数、被爆死した人数など不明。アジア以外での在外被爆者とは、アメリカ・カナダでは被爆した後帰国した二世と戦争花嫁のような戦後に移住した人、南米では被爆した後戦後の移民政策に応じて移民した人たちになる。
当初は被爆したことわかると様々な支障が出てくるため、在外被爆者はその苦しみを明かすことができなかったという。一つは、アメリカでは終戦直後から原爆が戦争集結を早めたとその存在を肯定的に捉えるものが多く、他の日系人の中にはそのおかげで強制収容を終わらせたと考えるものがいたためである。また国民皆保険制度のある日本とは違い、海外では民間の健康保険が主流であり被爆者であることがわかると加入を拒否されるか支払い不可能なほど高い保険料を要求される可能性があったためでもある。
| カナダ       | 20人以下    |
| アメリカ     | 1,000人以下 |
| メキシコ     | 3人以下     |
| ペルー       | 1人         |
| ブラジル     | 110人以下   |
| ボリビア     | 4人         |
| パラグアイ   | 1人         |
| アルゼンチン | 10人以下    |

海外では原爆症の専門知識のある医師から診察を受けること自体が難しかった。日本からの医師団は現地の医師法との関係から診察はできてもその場での治療行為はできないため、在外被爆者は渡日治療が原則となった。幼少期に爆心地から遠い場所で被爆したあるいは入市被爆したものの中には、被爆者である事実を知らず一時帰国後の検査で初めてその事実を知ったものもいた。アメリカの病院で被爆者だと告白すると、笑って相手にされなかったり、態度が変わって診察が受けれなくなったものもいた。日本との距離が遠く情報も医療体制も十分でない南米ではさらに状況は厳しく、渡日治療に際し移動に24時間以上かかることから身体的・金銭的に大きな負担となった。
1950年代から60年代にかけて被爆者に対して医療的・社会的支援が進んだものの、日本国内に限られた（原子爆弾被爆者に対する援護に関する法律#在外被爆者参照）。これに対して在外被爆者は日本政府や関係機関に訴え続けた。まず韓国人被爆者関連が先行、1971年「在米被爆者協会」設立、支援を訴えたことにより1977年北米健診団が派遣され2年毎の健康診断が受けられることになった。南米では更に遅く、1984年「在ブラジル原爆被爆者協会」設立、翌1985年からブラジル・パラグアイ・アルゼンチンで、後ボリビア・ペルーを加えて南米5カ国で2年毎の健康診断が実施されている。海外から直接被爆者健康手帳の申請ができるようになったのは2008年になってからであることなど、在外被爆者の実情とその支援には未だ隔たりがある。

### デカセギ
南米にいる日本国籍を持つ日系人の労働を目的とした来日いわゆる“デカセギ”（葡: Decasségui）は、1980年代南米での景気低迷（いわゆる南米版失われた10年）時に日系の男性が短期的に帰国しだしたのが始まりで、日本のバブル景気の最中である1990年入国管理法改正により二世・三世の入国と就労が容易になったことで急増した。
広島県においては1980年代はごく僅かで1990年入国管理法改正直後に一気に増えた。広島県にルーツを持つ日系人のデカセギ統計データは不明。2008年現在で広島県の外国人登録者数は全国11位で兵庫以西に限れば福岡に次ぐ。県内では2006年時点で広島市・呉市・福山市・海田町・東広島市の順に多く、マツダ等自動車関連の製造業に期間労働者（期間工）として就労したものが多いと見られている。親のデカセギによって広島で育った人物にはベゼラ・ジュニオルやダ・シルバ・ファビオ・岡がいる。
ただ2000年以降は経済低迷によって帰国や雇用を求めて県外へ移住していったこと、また県内での外国人雇用が日系人からアジアからの研修生・技能実習生へ移行していったこともあり、広島県のブラジル・ペルー人登録者数は減少傾向にある。特に2008年リーマン・ショック時の大量派遣切りと日本政府による帰国支援事業によって拍車がかかることになった。
2010年以降、広島かき養殖など漁業関係への外国人の就労が顕著になった。減り続ける日本人労働者に対して、中国・ベトナムからの研修生・技能実習生と、“新日系人”と呼ばれる戦後フィリピン人と日本人との間に生まれた二世がその労働力を担っている。現状、広島県の漁業就業者の2人に1人はこうした外国人であり、日本経済新聞によるとその依存度は2018年現在で全国1位であるという。

### 博物館構想
広島市にある比治山は、戦前市民の憩いの公園であったが、戦後アメリカ軍が接収し比治山陸軍墓地を壊して原爆傷害調査委員会(ABCC)を設置、更にABCCは被爆者の治療は一切せず“調査”のみであったことから当初からその存在は市民に忌み嫌われていた。のちABCCは放射線影響研究所に改編され当地に残るが施設の老朽化もあって移設が考えられていた。1980年広島市は政令指定都市移行を機に、放射研を移転し比治山を公園として再整備する「比治山芸術公園構想」を公表した。この中で広島市現代美術館や広島市立まんが図書館などとともに構想されたのが、移民に関する資料を展示する博物館を造ることであった。このときに在外の移民が広島市に史料を提供したという。市は放射研の移設地を用意し、放射研は新施設建設計画を取りまとめたものの、運営者の一つであるアメリカ政府が財政難を理由に難色を示したことから移設は頓挫、その跡地で建設する予定だった移民博物館計画は1998年に一旦凍結した。
同じ頃、海外送出数の多い地区である南区仁保の人物がハワイ移民の歴史を知ってもらおうと叔父が所有する土蔵を改築し1997年「ハワイ移民資料館仁保島村」を開館した。個人が所有・管理する資料館であり、事前に予約した場合のみ開館する。
2006年、JICAの協力を得て広島市はネット上に広島市デジタル移民博物館を公開した。ただ当初は間違いだらけの情報が公開されており、地元紙中国新聞は「間違いだけが問題なのではない。いわば身一つで渡り、異文化の世界を生き抜いた先人への思い、足跡を記録する意思が欠落している」と痛烈に批判、市は謝罪することになり公開から40日で閉鎖した。現在公開されている「広島市デジタル移民博物館」は改めて公開したものである。
放射研を移設し比治山を平和の丘として整備し、その中で移民資料館を建設する構想は2017年から再び検討に入っている。また旧日本銀行広島支店の2・3階を利用して移民の資料を常設展示することが決定しており、開館は2019年以降のことになる。

## 参考資料
- “明治時代の民衆とひろしま ～海外への移民～” (PDF).   広島県. 2018年12月12日閲覧。
- “広島から世界へ ～移住者の歴史と現在～” (PDF).   広島県立文書館 (2015年). 2018年12月12日閲覧。
- 「広島から世界へ ー移住の歴史と日系人の暮らしー」（PDF）『海外移住資料館だより 2017年春号』、JICA海外移住資料館、2017年、2018年12月12日閲覧。
- 『広島県産業誌 : 郷土の商工経営と特産業の現勢 昭和12年号』広島県立広島商業学校実業調査部、1937年、86-95頁。2018年12月12日閲覧。
- 平井松午「近代日本における移民の創出過程と多出地域の形成:北海道移民と海外移民との比較から」（PDF）『歴史地理学』第44巻第1号、歴史地理学会、2002年1月、20-36頁、ISSN 03887464、2022年12月12日閲覧。
- 坂口満宏「誰が移民を送り出したのか : 環太平洋における日本人の国際移動・概観」『立命館言語文化研究』第21巻第4号、立命館大学国際言語文化研究所、2010年1月、53-66頁、2022年12月12日閲覧。
- 熊野町『安芸熊野町史通史編 第5章第6節 移民』（PDF）熊野町、1987年。2018年12月12日閲覧。
- 長谷川寿美「広島の戦後復興支援 ─ 南加広島県人会の活動を中心に」（PDF）『海外移住資料館 研究紀要第4号』、JICA、2010年5月、2018年12月12日閲覧。
- 鶴木眞「戦後社会史としての海外移住 : 広島県沼隈町の事例研究」『法學研究　』第61巻第5号、慶應義塾大学、1988年5月、193-214頁、2018年12月12日閲覧。
- 山代宏道「「しかたがない」から「おかげさまで」へ―日系アメリカ人と和解―」（PDF）『TSS文化大学一般教養講座　学問の散歩道 VIII』、TSS文化大学、2017年9月、2018年12月12日閲覧。
- 「海を超えたヒロシマ・ナガサキ」（PDF）『海外移住資料館だより 2015年夏号』、JICA海外移住資料館、2015年、2018年12月12日閲覧。
- 「地方が紡ぐ日伯110周年」（PDF）『ブラジル特報 No.1644』、日本ブラジル中央協会、2018年5月、2018年12月12日閲覧。
- 名村優子「1933-1934年のブラジル新憲法制定議会における排日運動と日本の外務当局の対応」『立教大学ラテン・アメリカ研究所報』第45巻、立教大学、2016年、1-18頁、2022年12月12日閲覧。
- 飯塚隆藤「GISからみた東洋拓殖移民の地域的展開 : 高知県仁淀川流域を事例に」『立命館言語文化研究』第21巻第4号、立命館大学国際言語文化研究所、2010年3月、77-95頁、2022年12月12日閲覧。
- 篠田左多江「ホレホレ節にみるハワイ日本人移民の生活」『東京家政大学博物館紀要』第8巻、東京家政大学博物館、2003年、113-130頁、ISSN 1343-3709、NAID 110000086830。